# Marie Stuart
Marie Ire (reine d'Écosse)
Pour les articles homonymes, voir Marie Stuart (homonymie) et Marie Ire.
Marie Stuart ou Marie Ire d'Écosse (en anglais Mary, Queen of Scots, en gaélique écossais Màiri, Bànrigh na h-Alba), née le 8 décembre 1542 et morte le 8 février 1587, exécutée sur l'ordre de la reine d'Angleterre Élisabeth Ire, est reine d'Écosse de 1542 à 1567. Elle est la fille du roi d'Écosse Jacques V et de Marie de Guise, et l'arrière-petite fille du roi d'Angleterre Henri VII. Par son mariage avec François II, elle est aussi reine consort de France du 10 juillet 1559 au 5 décembre 1560.
Devenue reine d'Écosse à la mort de son père, alors qu'elle n'a que six jours (sous la régence de James Hamilton, comte d'Arran), elle est fiancée dès 1543 avec le prince Édouard d'Angleterre, mais ce rapprochement avec l'Angleterre échoue. Fiancée au dauphin François, elle est élevée en France à partir de 1548 et leur mariage a lieu en 1558. Elle devient reine de France l'année suivante, mais François II meurt prématurément en 1560 et Marie rentre en Écosse en 1561.
Reine catholique d'un pays largement protestant, Marie est considérée avec défiance, même si elle mène d'abord une politique modérée. Quatre ans après son retour, elle se remarie avec un cousin, Henry Stuart (Lord Darnley), mariage dont naît un fils, futur roi d'Écosse (Jacques VI) et d'Angleterre (Jacques Ier). Darnley étant assassiné en 1567, des soupçons sont formés à l'encontre de la reine et de son amant, James Hepburn, comte de Bothwell ; celui-ci ayant été acquitté par la justice, elle l'épouse, mais est peu de temps après emprisonnée, puis contrainte à abdiquer au profit de son fils, âgé d'un an.
Elle s'évade en 1568 et tente de retrouver son trône avec l'appui de sa cousine Élisabeth Ire d'Angleterre. Mais celle-ci la perçoit comme une menace, car Marie est aussi considérée par les catholiques comme une héritière légitime du trône d'Angleterre. Elle fait donc emprisonner Marie quelques jours après son arrivée en Angleterre.
Au bout de 19 ans de captivité, Marie Stuart est exécutée en 1587, alors que le roi d'Espagne Philippe II, veuf de la reine d'Angleterre Marie Tudor, prépare une grande expédition contre l'Angleterre. Le motif précis de l'exécution est l'implication de Marie dans un complot contre Élisabeth Ire, la conspiration de Babington.
Marie Stuart est très connue en raison de son destin tragique qui a inspiré des écrivains, des compositeurs et plus récemment des cinéastes.
C'est une des rares reines d’un État donné (le royaume d'Écosse) à avoir été simultanément reine d’un autre État (le royaume de France), à l’instar de Marie Ire d’Angleterre, aussi reine d'Espagne du fait de son mariage avec Philippe II. Marie était de surcroît prétendante au trône d'un troisième État, le royaume d'Angleterre.

## Premières années (1542-1543)

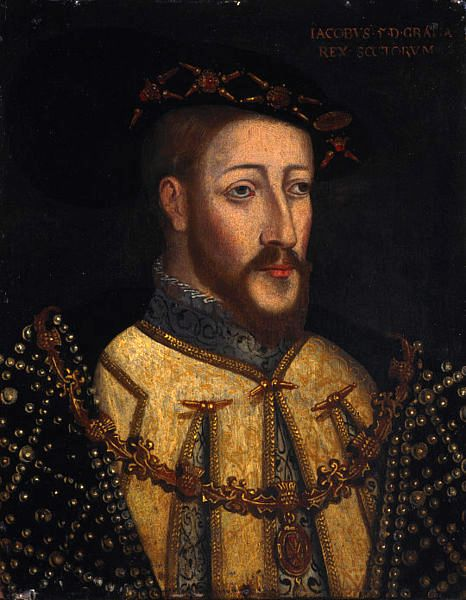
Jacques V, le père de Marie Stuart, décède lorsqu'elle a six jours. Huile, vers 1579,, Édimbourg, Galerie nationale d'Écosse.

### Naissance (8 décembre 1542)
Marie est la troisième enfant de Jacques V et de Marie de Guise, qui ont précédemment eu deux fils morts peu après leur naissance, Jacques (1540-1541), duc de Rothesay, et Arthur (1541-), duc d'Albany. Marie naît le 7 ou le 8 décembre 1542 au château de Linlithgow, dans le West Lothian. Le registre officiel du Lothian donne la date du 7, mais le 8 est considéré par la suite comme date officielle de son anniversaire, peut-être en raison de sa concordance avec la date de l'Immaculée Conception. Elle est baptisée presque aussitôt dans l'église de Saint-Michel (en) de Linlithgow.

### La mort du roi Jacques V (13 décembre)
Le roi, gravement malade, se trouve au château de Falkland, lorsqu'un messager lui annonce que la reine a accouché d'une fille. Selon la légende, il aurait dit : It cam wi' a lass and it will gang wi' a lass!, c'est-à-dire « Elle [la couronne] nous [les Stuart] est venue par une femme, elle s'en ira par une femme », évoquant Marjorie Bruce, et prédisant ainsi un funeste destin à sa fille. La prophétie se révèle fausse en ce qui concerne Marie Stuart, puisque son fils lui succèdera, perpétuant la dynastie, qui s'éteindra cependant à la mort d'une autre reine, Anne, en 1714,,.
Le 13 décembre, à la mort du roi, victime du choléra, des rumeurs circulent à propos de la faible santé de sa fille, comme celle affirmant qu'elle est une enfant prématurée, ce qui est faux. Par exemple, Eustache Chappuis, ambassadeur du Saint-Empire romain germanique, écrit le 23 que Marie de Guise et sa fille sont très malades, bien que Sir George Douglas (en) ait constaté le 19 que l'enfant est bien portante.

### Établissement de la régence du comte d'Arran

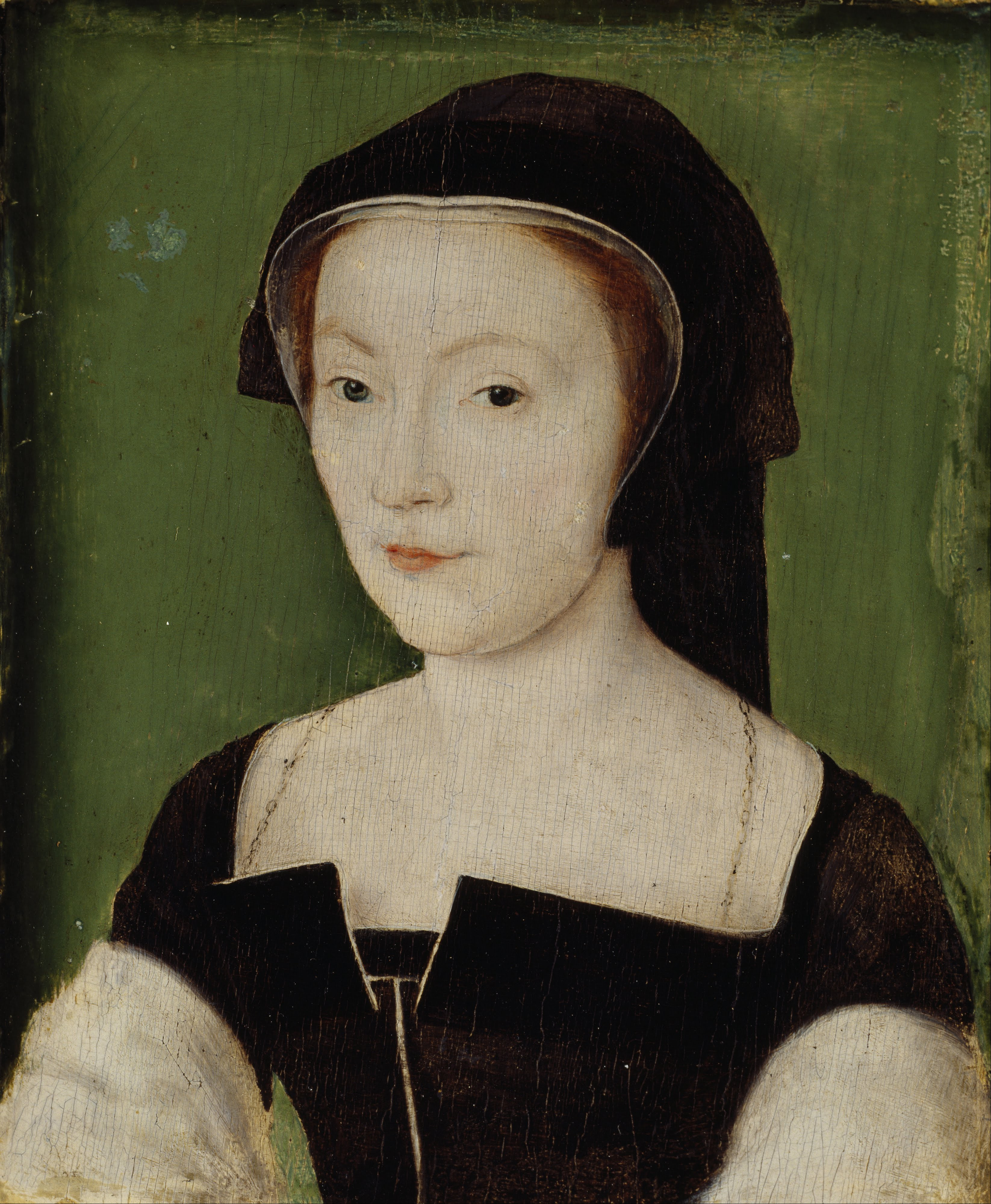
La reine douairière et mère de Marie Stuart, Marie de Guise.

Le plus proche héritier après Marie est James Hamilton, comte d'Arran. Mais « Arran n'avait pas les talents qu'exigeait une aussi haute charge : il était indolent, irrésolu, et se laissait gouverner par ceux qui l'approchaient ». Le cardinal David Beaton, chef du parti catholique, pense que la nomination d'Arran n'irait pas dans les intérêts du pays en une période de crise, durant laquelle un homme fort serait nécessaire. Il s'oppose donc à la désignation d'Arran, faisant valoir un testament que le roi aurait signé sur son lit de mort et confié pour exécution au révérend Henry Balfour du diocèse de Dunkeld : selon ce document, la régence doit être partagée entre Beaton, James Stuart, comte de Moray, George Gordon, comte de Huntly et Archibald Campbell, comte d'Argyll.
Finalement, le 3 janvier, Arran est proclamé régent tandis que Marie de Guise conserve la garde de sa fille. Le cardinal est arrêté le 28 janvier au cours du conseil, puis est conduit au palais de Dalkeith (en), puis au château de Blackness, à la suite de quoi « les églises furent fermées et les prêtres refusèrent d'administrer les sacrements et d'enterrer les morts ».

### Projets d'union entre les royaumes d'Écosse et d'Angleterre
Dans le même temps, le roi d'Angleterre Henri VIII envisage une nouvelle façon de réunir les couronnes d'Écosse et d'Angleterre : plutôt que de s'emparer de l'Écosse par les armes comme du temps de Jacques V, il souhaite maintenant marier son fils Édouard avec Marie. Pour ce projet, il dispose de l'avantage de sa victoire à la bataille de Solway Moss : de nombreux nobles écossais restés prisonniers d'Henri sont contraints de demander publiquement que Marie soit confiée à Henri et la principale forteresse transférée sous sa garde.
Parmi ces nobles, on compte Gilbert, 3e comte de Cassilis (en), Alexander, 5e comte de Glencairn, James, 6e lord Somerville (en), Patrick, lord Gray (en), Robert, 4e lord Maxwell (en), Laurence, lord Oliphant (en) et Malcolm, 3e lord Fleming (en).
Les deux principaux autres agents d'Henri en Écosse sont Archibald Douglas, comte d'Angus, et son frère, George. Cependant, celui-ci joue un double jeu, faisant son possible pour faire obstruction à la politique de Henri en obtenant notamment, le 18 janvier, une lettre du régent pour Henri, dans laquelle Arran exprime son désir de forger de nouvelles relations avec l'Angleterre, mettant l'accent sur une approche diplomatique au moment même où Henri ordonne la prise de la forteresse et de Marie[pas clair].

## Les relations avec l'Angleterre (1543-1547)

### Le traité de Greenwich (1erjuillet 1543)

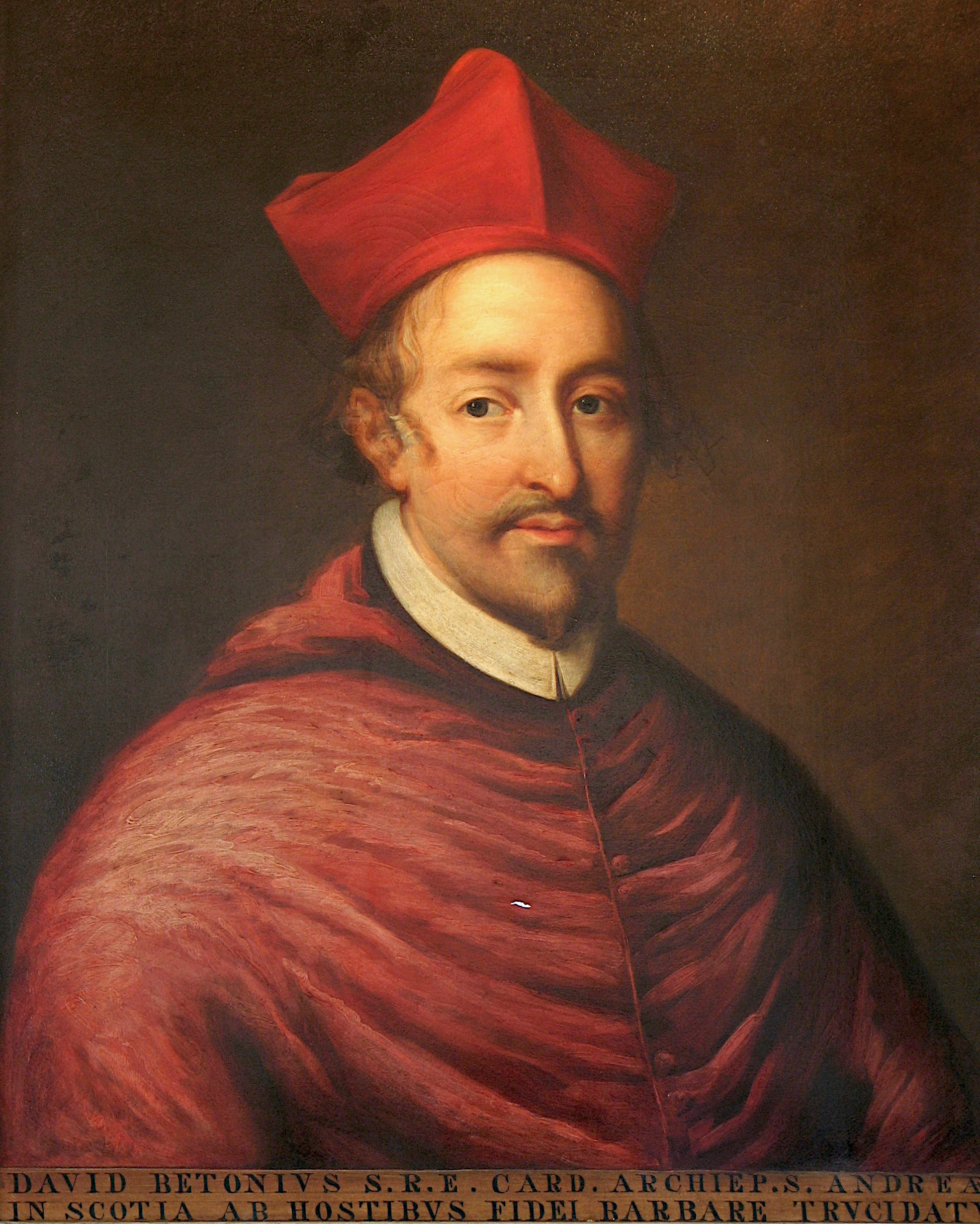
Le cardinal David Beaton, meneur du parti catholique en Écosse, et principal opposant à Henri VIII.

Le cardinal Beaton est finalement assigné à résidence dans son château de St Andrews, mais son influence politique redevient forte. Avec l'appui du parti français, il fait rentrer le comte de Lennox de France, le présentant comme héritier de la couronne face à Arran. Celui-ci se trouve dans une situation difficile : il ne peut plus continuer de soutenir le protestantisme sans dépendre entièrement du soutien de Henri VIII, dont les vues sur l'Écosse sont claires, mais il ne peut pas non plus appeler la France à son secours sans l'aide du cardinal.
Celui-ci ne s'oppose cependant pas aux négociations de mariage entre Marie Stuart et le prince Édouard, qui aboutissent le 1er juillet 1543 au traité de Greenwich, par lequel leurs fiançailles sont confirmées, Henri VIII y étant invité sur les conseils de son secrétaire d'État Ralph Sadler[pas clair]. Ce traité satisfait nombre des demandes des Écossais, notamment : que Marie restera en Écosse jusqu'à son dixième anniversaire et que, par la suite, le pays conservera ses lois propres.
Cependant, Henri n'entend pas respecter ce traité, pas plus qu'il ne peut s'accommoder du cardinal.[pas clair]

### Le couronnement de Marie (9 septembre 1543)
Afin de mettre les choses au point, Beaton rassemble six à sept mille de ses partisans à Stirling le 26 juillet 1543, et marche le jour suivant sur Linlithgow où se trouve Marie. Le cardinal ne veut pas renverser le régent ni s'opposer à la ratification du traité, mais s'assurer de la sécurité de l'enfant et de sa mère en les transférant au château de Stirling, sous la protection de quatre gardiens (les lords Graham (en), Lindsay (en), Erskine et Livingstone (en)).
La position d'Arran devient intenable face à Henri qui entend prendre l'enfant de force. Arran quitte Édimbourg et rencontre Beaton. Ils se rendent ensemble à Stirling, où Marie de Guise et sa fille sont transférées sous l'escorte de 2 500 cavaliers et d'un millier de fantassins. Le 8 septembre, Arran revient au sein de l'Église catholique, recevant l'absolution du cardinal.
Le lendemain, Marie Stuart est couronnée par le cardinal Beaton dans la chapelle du château de Stirling ; Arran porte la couronne, Lennox le sceptre et le comte d'Argyll l'épée de l'État,.

### La rupture avec l'Angleterre

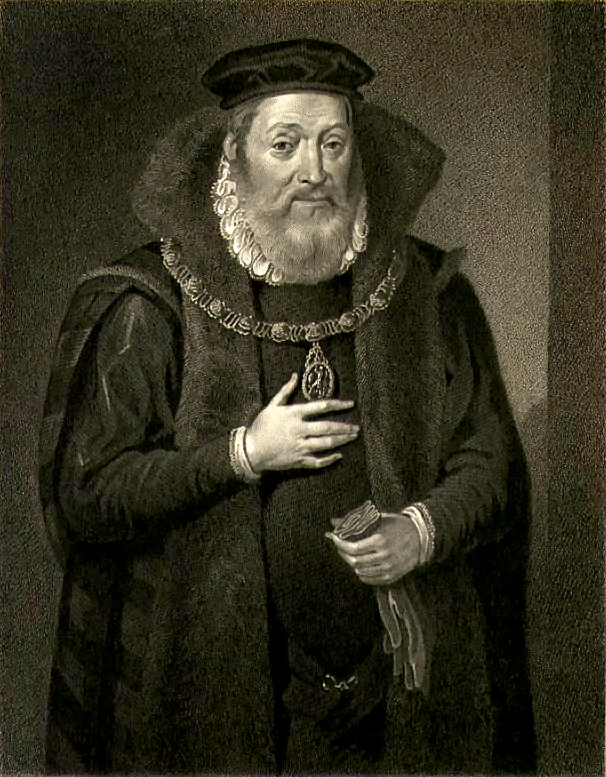
James Hamilton, comte d'Arran et régent d'Écosse, portant autour du cou la distinction de l'ordre de Saint-Michel.

Apprenant la réconciliation d'Arran avec le cardinal, Henri VIII se lance alors dans une politique de guerre connue sous le nom de Rough Wooing.
Il suggère tout d'abord à Henry Grey, duc de Suffolk un raid sur Édimbourg, mais ce projet est reporté à l'automne par George Douglas.
Le 23 septembre, le cardinal se plaignit à Sadler d'une violation du traité puisque Henri avait, quelques mois plus tôt, saisi des navires écossais naviguant vers la France. De plus, le cardinal déclare que par le refus d'Henri de ratifier le traité, celui-ci cessait de prendre effet sur l'Écosse. Ces deux raisons ne signifient pas qu'il y avait une faute exclusive de l'Angleterre dans ses engagements, puisque les Écossais n'avaient pas non plus respecté leur part en ne renvoyant pas les otages promis à Henri : cela marque une rupture volontaire du traité et un changement de politique.[pas clair]
Ce changement se traduit très vite en Écosse : le Parlement renouvelle l'alliance avec la France et le cardinal est confirmé dans sa charge de grand chancelier (Lord High Chancellor). Angus et Cassilis (en), qui soutenaient jusque là Henri, signent un document par lequel ils accordent leur soutien à Arran contre l'Angleterre et s'engagent à défendre l'Église catholique. Ces événements marquent un tournant essentiel pour Marie : elle va désormais être sous influence française et catholique, et non plus anglaise et protestante.

### Conflits entre factions écossaises
Lennox et Glencairn sont poussés par Henri à prendre les armes contre Arran, mais sont vaincus le 26 mai 1544 dans la région de Glasgow ; Glencairn se réfugie au château de Dumbarton tandis que Lennox s'enfuit en Angleterre.
Cependant, George Douglas continue de mener double jeu ; afin de calmer Henri, il est l'instigateur de la convention des nobles[réf. nécessaire] qui aboutit à retirer à Arran la charge de régent, au motif que, sur les conseils du cardinal, il a brisé la paix établie à Greenwich et le contrat de mariage de Marie, aboutissant donc à la situation délicate dans laquelle se trouve le pays. Cette convention renverse également le cardinal, qui a perdu la confiance de la reine mère. En effet, celle-ci comptait sur le cardinal pour défendre les intérêts de Marie face à Arran, mais, à la suite de la réconciliation du cardinal et du régent, ils sont désormais d'accord pour marier Marie au fils d'Arran.

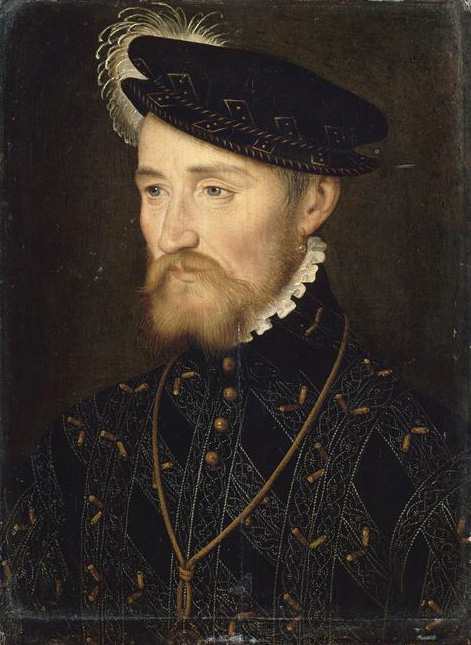
Les oncles de Marie Stuart, le duc François (ici peint par François Clouet) et le cardinal Charles auront une influence décisive sur le nouveau roi de France, Henri II (roi de France).

La reine mère s'engage alors dans une alliance avec Angus, qui est promu lieutenant-général au sud du Forth. Le 12 décembre, Angus et son frère George sont pardonnés pour leurs trahisons passées : Henri cesse de les considérer comme agents de l'Angleterre et accorde à Ralph Eure (en) toutes les terres qu'il pourrait conquérir sur Angus, ce qui conduit à la bataille d'Ancrum Moor le 27 février 1545.
Par la suite, l'Écosse reçut des renforts français (3 000 fantassins et 500 cavaliers), mais les Douglas tentent de renouer avec leur double jeu et laissent Henri dévaster le sud de l'Écosse (soit 43 villages et 16 places fortes en ruine), pensant que cela effraierait les Écossais et qu'ils se montreraient plus favorables à un accord de mariage.

## Relations avec la France après la mort d’Henri VIII et de FrançoisIer(1547-1548)
Un renouvellement des acteurs politiques a lieu en 1546-1547 : le cardinal Beaton est assassiné le 29 mai 1546 ; Henri VIII meurt le 28 janvier 1547 et François Ier de France le 31 mars, laissant le trône à son fils Henri II.

### La politique d’Henri II
Plus fortement opposé aux Anglais que son père, Henri II se trouve de plus sous l'influence des frères François et Charles de Guise, dont la nièce Marie Stuart devient un objet de mariage clair avec le dauphin de France, François.
Henri Cleutin, seigneur d'Oysel et de Villeparisis est envoyé en Écosse comme ambassadeur de France afin de confirmer l'alliance entre les deux pays et, comme signe de la bonne volonté du roi de France, des galères sont envoyées pour prendre le château de Saint-Andrews, où les meurtriers du cardinal Beaton se sont retranchés.
Un résultat inattendu de la prise du château est la découverte d'un registre d’Henry Balnaves, ancien secrétaire du gouvernement de Marie, qui se révèle être un agent payé par l'Angleterre. Le registre contient les noms de nombreux nobles favorables à l'Angleterre, parmi lesquels Gray, Cassilis, Lennox et Glencairn, mais aussi Patrick Hepburn, comte de Bothwell (en), père du futur troisième époux de Marie Stuart.

### Poursuite des attaques anglaises sous Édouard VI
Les incursions anglaises en territoire écossais ne prennent pas fin avec la mort d'Henri VIII, mais sont poursuivies par le régent Edward Seymour, duc de Somerset.
Après leur victoire à la bataille de Pinkie Cleugh le 10 septembre 1547, les Anglais avancent jusqu'à Leith sur le Firth of Forth. La reine mère et Marie quittent discrètement le château de Stirling pour se réfugier dans le monastère de l'île d'Inchmahome, puis rentrent à Stirling après le retrait des Anglais. Devant la poursuite des invasions anglaises, Marie est transférée en 1548 au château de Dumbarton.

### Le traité franco-écossais (7 juillet 1548)
Le 7 juillet 1548, des envoyés français et écossais signent au couvent d'Haddington un traité promettant de marier Marie Stuart au dauphin de France et plaçant l'Écosse sous la protection du roi de France.
Deux éléments permettent de lever les objections initiales à l'envoi de Marie en France. D'une part, l'aide de la France est devenue nécessaire à l'Écosse lorsque Haddington, importante ville écossaise, est occupée par les Anglais. D'autre part, des titres français sont offerts à plusieurs nobles écossais : Arran reçoit le titre et les bénéfices du duché de Châtellerault, tandis que les comtes de Huntly, Argyll et Angus sont faits chevaliers de Saint-Michel.

### Départ de Marie pour la France

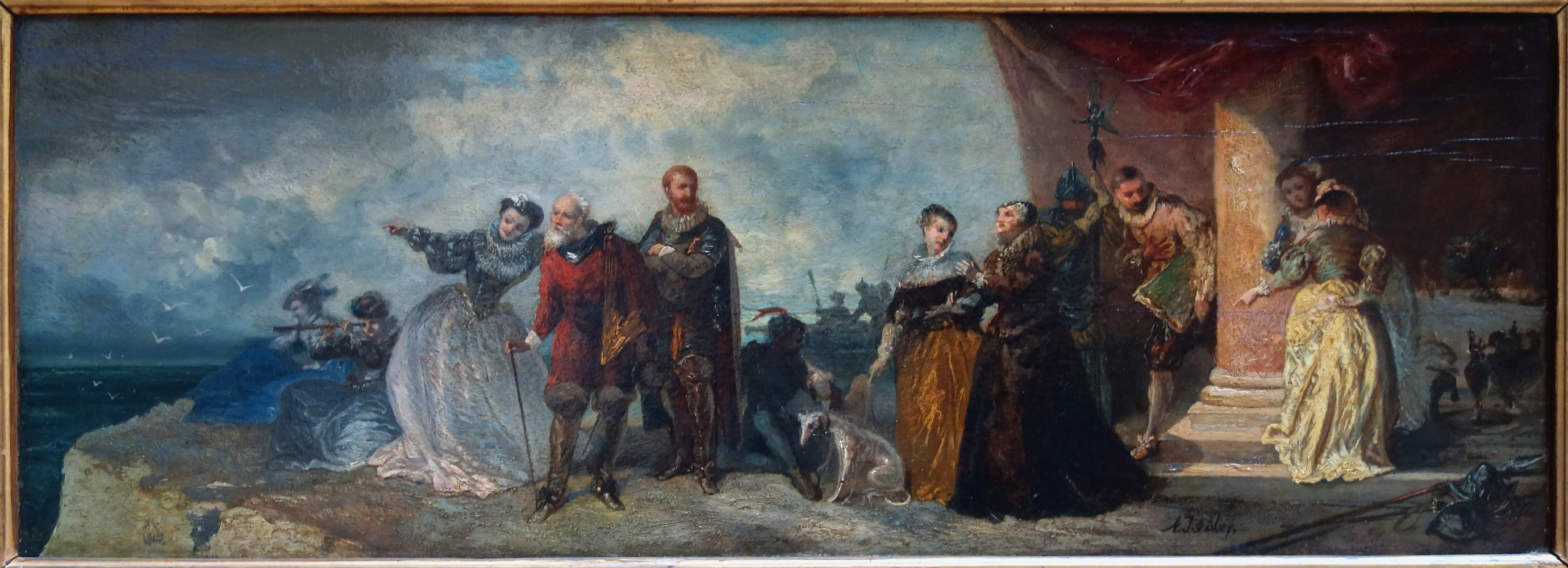
L'Arrivée de Marie Stuart
Eugène Isabey (1803-1886)
Palais des beaux-arts de Lille

En août 1548, Marie embarque à Dumbarton sur un navire de la flotte envoyée par Henri II de France, comprenant le navire royal d'Henri, sous le commandement de Nicolas Durand de Villegagnon. Marie de Guise ne s'embarque pas avec sa fille. Elle reste en Écosse pour représenter le parti pro-français et jouir de la faveur politique, utilisant ses propres finances pour la guerre et se montrant plus impartiale qu'Arran[pas clair].
Naviguant le long des côtes d'Irlande pour éviter la flotte anglaise, Marie Stuart accoste en France à Roscoff, puis à Morlaix[pas clair].
Elle rend ensuite visite à sa grand-mère maternelle, Antoinette de Bourbon-Vendôme, duchesse douairière de Guise, sur ses terres de Joinville, en Champagne, puis arrive à Carrières-sur-Seine le 16 octobre.

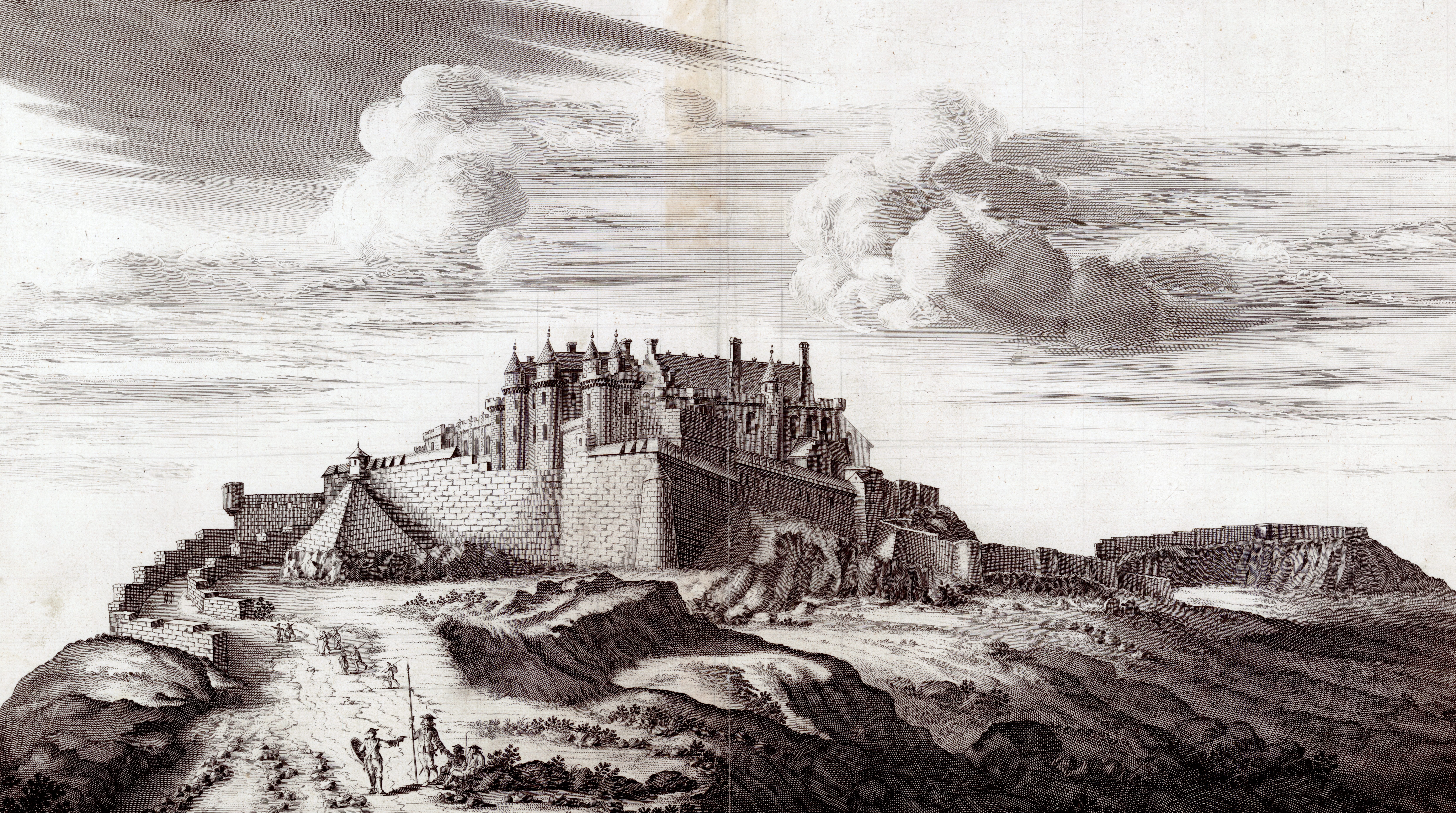
Le château de Stirling (vu en 1693 par John Slezer).
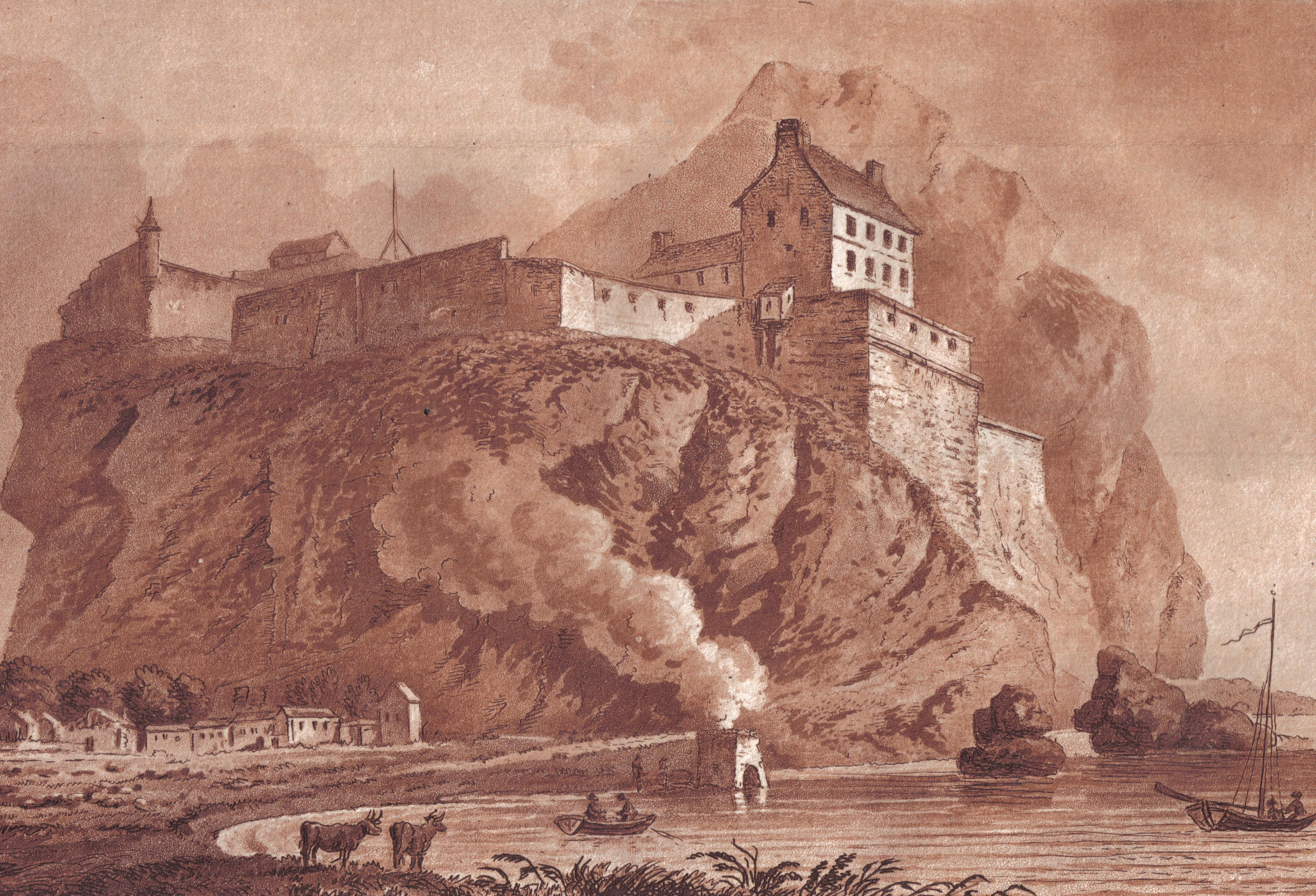
Le château de Dumbarton (vu en 1800 par John Stoddart).
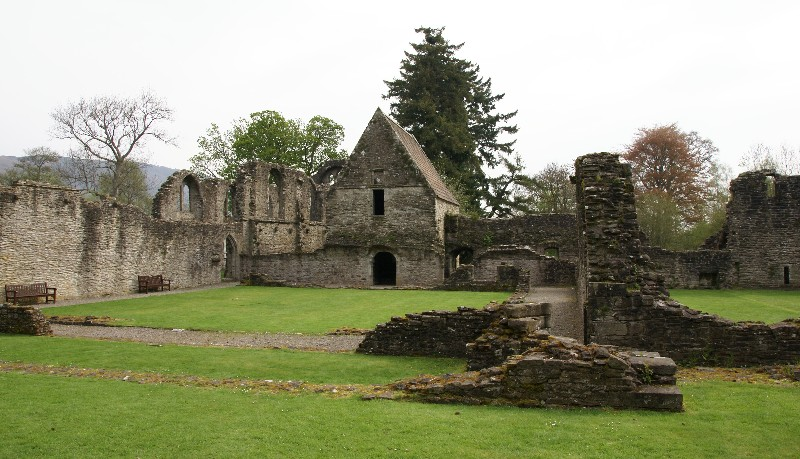
Abbaye d'Inchmahome.
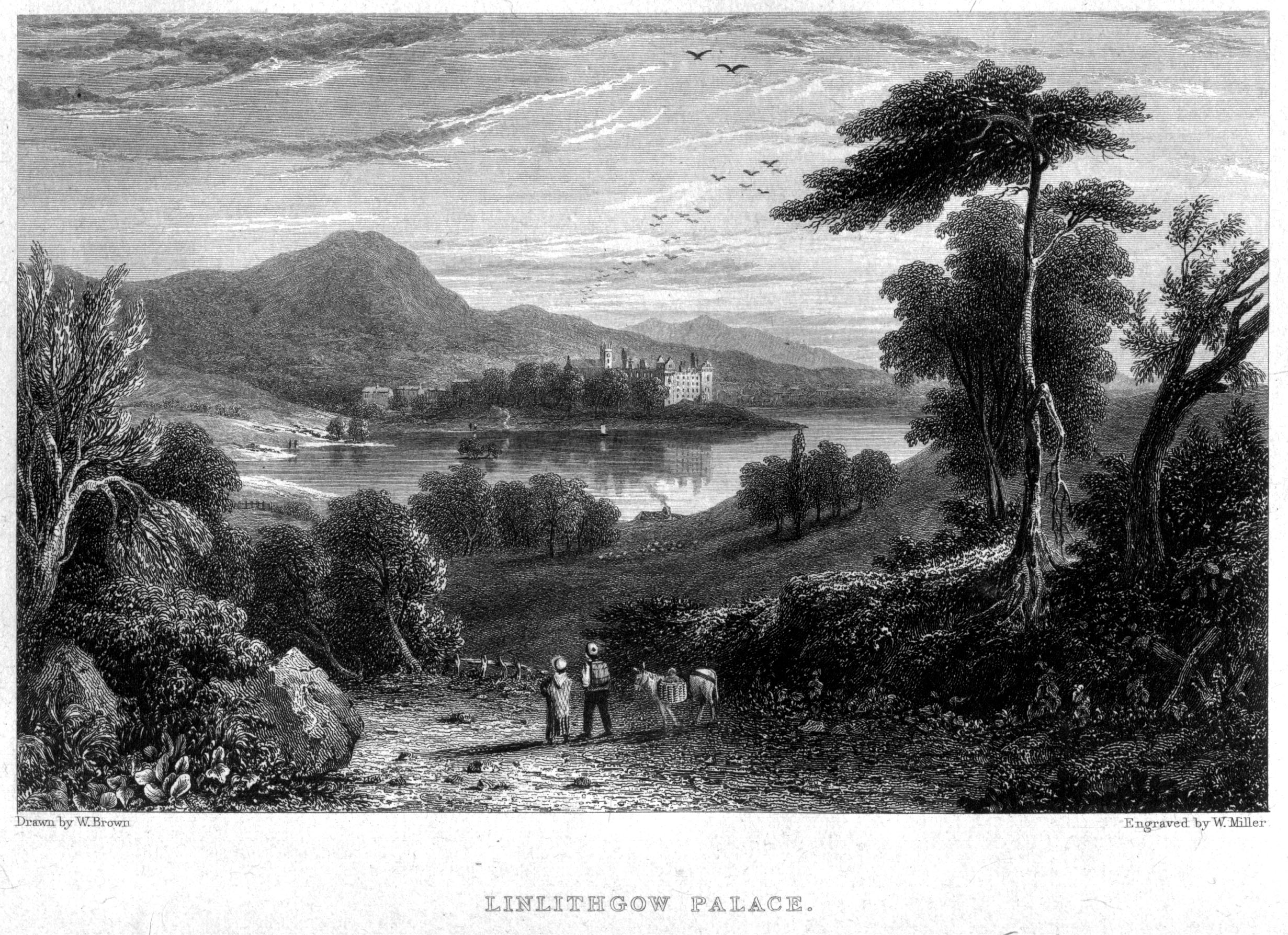
Le palais de Linlithgow (vu en 1830 par William Miller).

## Jeunesse en France (1548-1560)

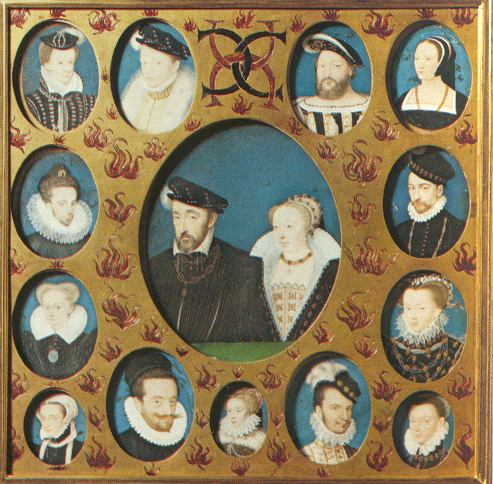
La famille royale de France, avec, en haut à gauche, Marie Stuart et François II.

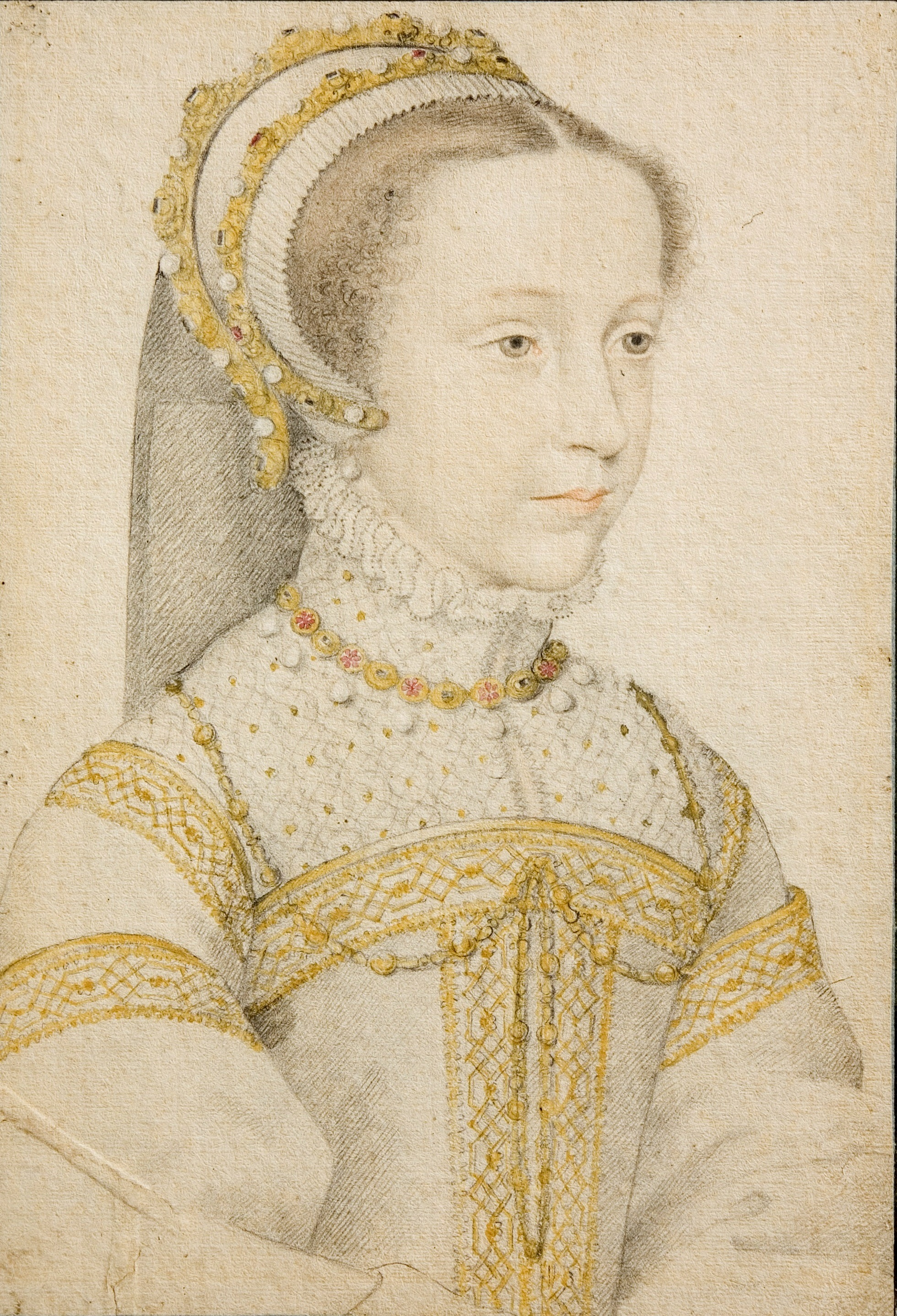
Marie Stuart en 1555, âgée de treize ans, par François Clouet.

### Entourage et éducation (1548-1557)

#### La maison de Marie Stuart
L'intendance de l'éducation des enfants royaux, c'est-à-dire la gestion des gouvernantes et le choix des précepteurs, revient à Diane de Poitiers.
La gestion du personnel au service de Marie est d'abord dévolue à Jean de Humières puis, après sa mort en juillet 1550, à Claude d'Urfé jusqu'en 1553.
À la cour de France, Marie Stuart partage sa chambre avec Élisabeth, fille du roi Henri II. Les nombreux Écossais qui ont accompagné Marie sont renvoyés, excepté, à la demande de Marie de Guise, sa gouvernante, Jane Stuart, et sa nurse, Jean Sinclair. Henri préfère en effet l'entourer de Français pour lui faciliter l'apprentissage de la langue. Par ailleurs, la cour trouve que « les compatriotes de Marie étaient assez laids, frustes et mal lavés et, ainsi, des compagnons inadaptés pour la future femme du Dauphin ». Les quatre Marie sont envoyées dans un couvent de sœurs dominicaines afin de recevoir une éducation française.
Henri II ne payant que pour l'éducation de Marie, les fonds destinés aux domestiques et à l'intendance viennent de sa mère et sont limités. La grand-mère de Marie s'alarme ainsi du faible nombre de domestiques, qui quittent fréquemment leur poste pour des emplois mieux rémunérés. Le cardinal suggère des économies sur le train de vie, mais Marie refuse, afin de ne pas se couper de la mode.
Lady Fleming étant devenue la maîtresse du roi lui donne un fils, Henri d'Angoulême, et est renvoyée en Écosse. Marie devenant une jeune femme, ses oncles décident de lui donner pour gouvernante une catholique fervente, Françoise d'Estamville.
L'opposition à Françoise d'Estamville est le seul acte d'autorité dont Marie ait fait preuve dans sa jeunesse. À la fin de 1555, Marie ayant décidé de donner des robes qui ne sont plus à sa taille à ses tantes abbesses, qui souhaitent utiliser le tissu pour leurs autels, Françoise d'Estamville s'oppose à elle, demandant les robes pour elle-même. Confrontée à ce conflit, elle retourne à Paris avant de démissionner ou d'être renvoyée en 1557.

#### Humanités
Marie reçoit des cours de littérature, de géographie et d'histoire. Elle apprend plusieurs langues vivantes (espagnol, anglais, italien) outre ses langues maternelles, le scots et le français.
Parmi ses précepteurs, on trouve mademoiselle de Curel, Claude Millet (ou Millot), Antoine Fouquelin et Ronsard.
Fouquelin lui enseigne la rhétorique, tandis que Ronsard la forme à la poésie. Selon Michel de Castelnau Mauvissière, Marie apprécie particulièrement les œuvres de Ronsard, mais aussi de Joachim du Bellay et d'Étienne de Maisonfleur.
Elle lit Plutarque, Plaute et Cicéron en latin, ainsi qu'Érasme, notamment ses Colloques, et des extraits de La République de Platon en français ; bien qu'elle possède ses œuvres complètes en grec, sa maîtrise de cette langue est insuffisante pour lui en permettre la lecture.
En mai 1555, elle fait un discours en latin devant la cour dans la grande salle du Louvre, dans lequel elle affirme qu'une éducation aux lettres est adéquate pour une femme (de haut rang).

#### Éducation religieuse
Selon Joseph Stevenson, l'éducation religieuse de Marie aurait été assurée par sa grand-mère maternelle, Antoinette de Bourbon-Vendôme ; l'étude plus récente de Henderson conclut cependant que, quel qu'ait été le personnage prodiguant l'éducation religieuse, elle était en arrière-plan de son oncle, le cardinal de Guise.

#### Divertissements de cour
Marie est aussi initiée aux divertissements en vogue à la cour de France, comme la fauconnerie et l'équitation (elle apprend à monter à califourchon[réf. nécessaire] plutôt qu'en amazone, contrairement aux usages de l'époque en Écosse). Elle est également formée à la broderie, enseignée par le brodeur personnel du roi[réf. nécessaire], et à la musique (l'écrivain Brantôme rapporte qu'elle chantait en s'accompagnant du luth ; d'autres auteurs ont écrit qu'elle jouait également de la cithare, de la harpe et du virginal).
Henri II démontre son habileté de danseuse à la fin de 1548 en la faisant évoluer devant l'ambassadeur d'Angleterre lors des fêtes du mariage de François de Guise avec Anne d'Este. Pour de telles occasions, Marie dispose d'une garde-robe conséquente, contenant des « robes damassées dorées et satin vénitien pourpre sur de la soie pourpre et un riche taffetas noir, tandis que les coiffes sont brodées minutieusement, ses gants faits du meilleur cuir » et ses trois coffres en cuivre pouvaient à peine contenir tous ses bijoux.

### Séjour de Marie de Guise en France (1550-1551)
En septembre 1550, la reine douairière d'Écosse, Marie de Guise, vient en France, accompagnée d'une escorte de nobles, dont certains soutiennent la cause écossaise, alors que d'autres sont inféodés au roi d'Angleterre. Elle retrouve sa fille vers le 25 septembre, après deux ans de séparation. Elles assistent ensemble à l'entrée royale d'Henri II à Rouen en octobre.
Le but du voyage de Marie de Guise est essentiellement d'impressionner la noblesse écossaise ; la mise en scène du pouvoir politique lors de l'entrée à Rouen est probablement l'événement le plus coûteux organisé en France en 1550 et les nobles de l'escorte reçoivent des comtés et d'autres présents,. L'ambassadeur vénitien écrit alors que « le roi acheta [les nobles] complètement, de sorte qu'il n'y avait en France pas un duc, lord ou prélat écossais […] qui ne soit pas manifestement soudoyé ». À Rouen, le roi se pose également en sauveur de l'Écosse, avec dans le défilé un groupe portant des bannières qui représentaient les lieux où l'armée française était intervenue en Écosse :

« Voici Dundee, Haddington, Broughty Craig,

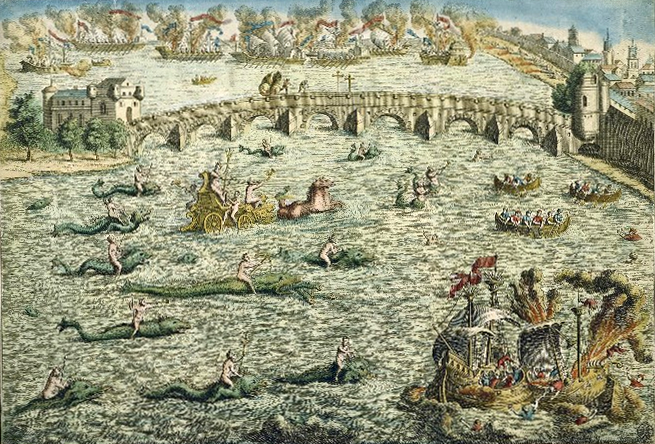
Spectacle nautique lors de l'entrée royale de Henri II (roi de France) à Rouen.

Où Thermes, avec Essé, reçu l'honneur

De devenir chevalier de ton ordre.

Tout le pays où la nation anglaise

Avait osé occuper le territoire écossais

A été rendu par la force française. »

Durant sa visite, Marie de Guise découvre un complot mené par Robert Stuart (en), visant à éliminer Marie Stuart en soudoyant un cuisinier pour empoisonner son mets favori, les beignets aux poires.
Le 22 septembre 1551, avant son voyage de retour en Écosse, Marie de Guise perd son fils, demi-frère de Marie Stuart, François III d'Orléans, duc de Longueville.

### L'accession de Marie de Guise à la régence d'Écosse (1551-1554)
Dans les mois qui suivent, la question de la régence du royaume d'Écosse est débattue. La fonction de régent paraît appelée à devenir permanente puisque Marie doit vivre en France auprès de son époux. Une certaine inquiétude est apparue face à l'attitude instable d'Arran, qui semble disposé à abandonner l'alliance française, et qu'il faudrait écarter du pouvoir. Le parlement de Paris est d'avis que la majorité de Marie datera du commencement et non de la fin de l'année de sa majorité, c'est-à-dire le 8 décembre 1553.[pas clair]
Face à Arran, Marie de Guise a l'appui des Écossais[pas clair] et de ses frères Guise, ce qui lui permet d'obtenir la régence. Arran se résigne compte tenu des offres que lui fait Henri II, notamment la jouissance du duché de Châtellerault ; il se laisse convaincre par des lettres que lui adressent des nobles, comme le comte de Huntly.
Marie de Guise est officiellement investie dans ses fonctions le 12 avril 1554.

### Préparatifs et cérémonie de mariage (1557-1558)

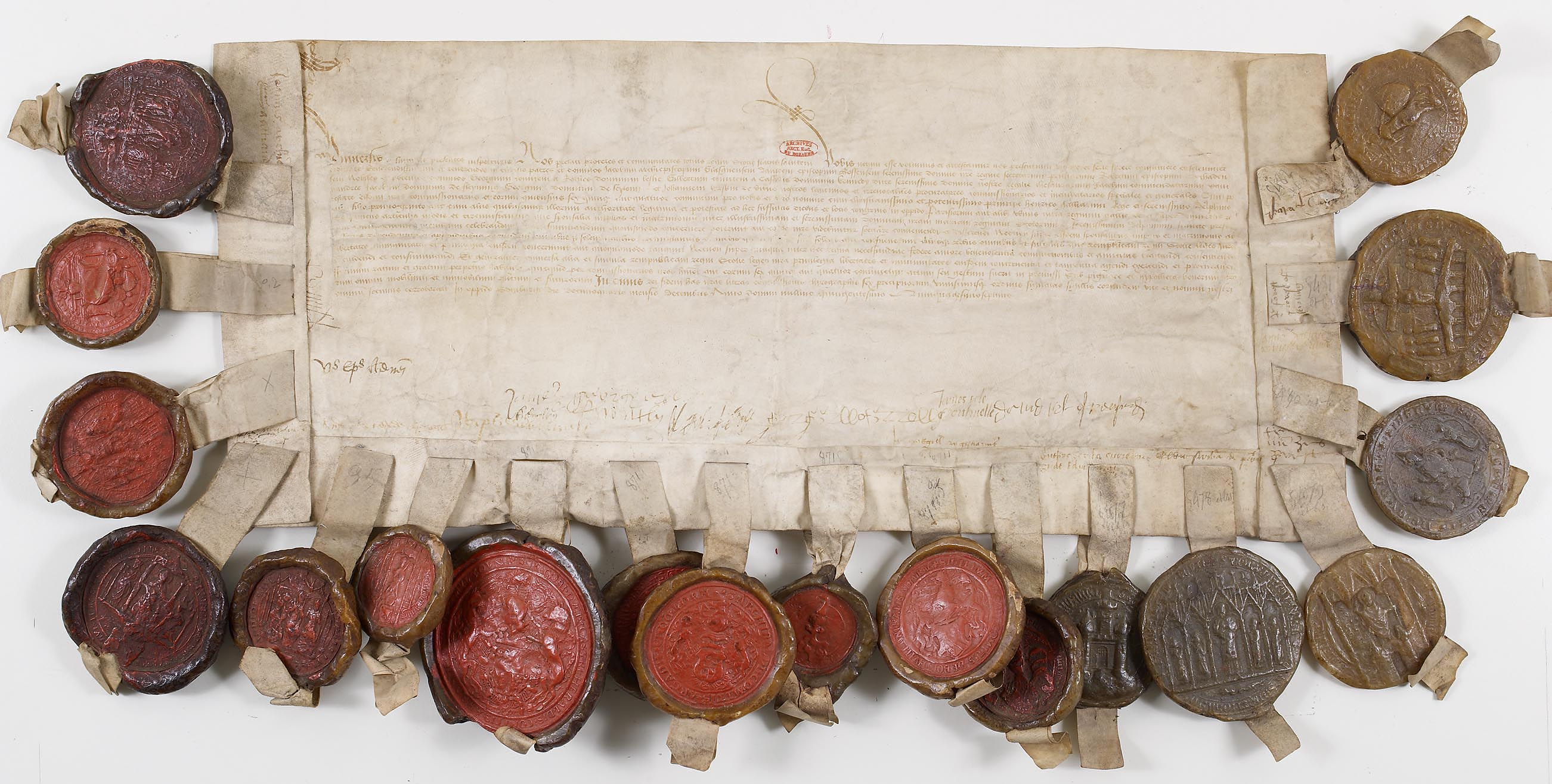
Procuration des prélats, des grands et des communautés d’Écosse à l’archevêque de Glasgow pour négocier les termes du mariage de Marie avec le dauphin, 14 décembre 1557. Archives nationales de France.

Le 30 octobre 1557, Henri invite les Écossais à envoyer des représentants afin de discuter des termes du mariage. Le 14 décembre, le Parlement écossais dépêche neuf députés, demandant des conditions avantageuses pour son indépendance nationale : si Marie Stuart venait à décéder sans descendance, la France devrait aider à la succession du trône d'Écosse par l'héritier le plus proche par le sang. Henri accepte les conditions, et le Parlement de Paris naturalise tous les sujets écossais comme Français le 8 juillet 1558. En réponse, les Écossais naturalisent tous les sujets français. Les conditions seront ensuite changées en secret entre Marie Stuart et Henri II le 4 avril 1558 : si elle venait à mourir sans descendance, tous les droits de Marie à la couronne d'Angleterre seraient transférés à la France sans contrepartie, et la France se rembourserait par les revenus écossais de ses investissements dans la défense de l'Écosse. Elle scelle également le contrat en renonçant à tout autre arrangement qui ne respecterait pas ces conditions. Selon Susan Doran, historienne à Christ Church (université d'Oxford), il n'est pas certain que Marie ait lu ces documents puisqu'elle signait déjà des documents vierges transmis à sa mère pour des actes officiels.

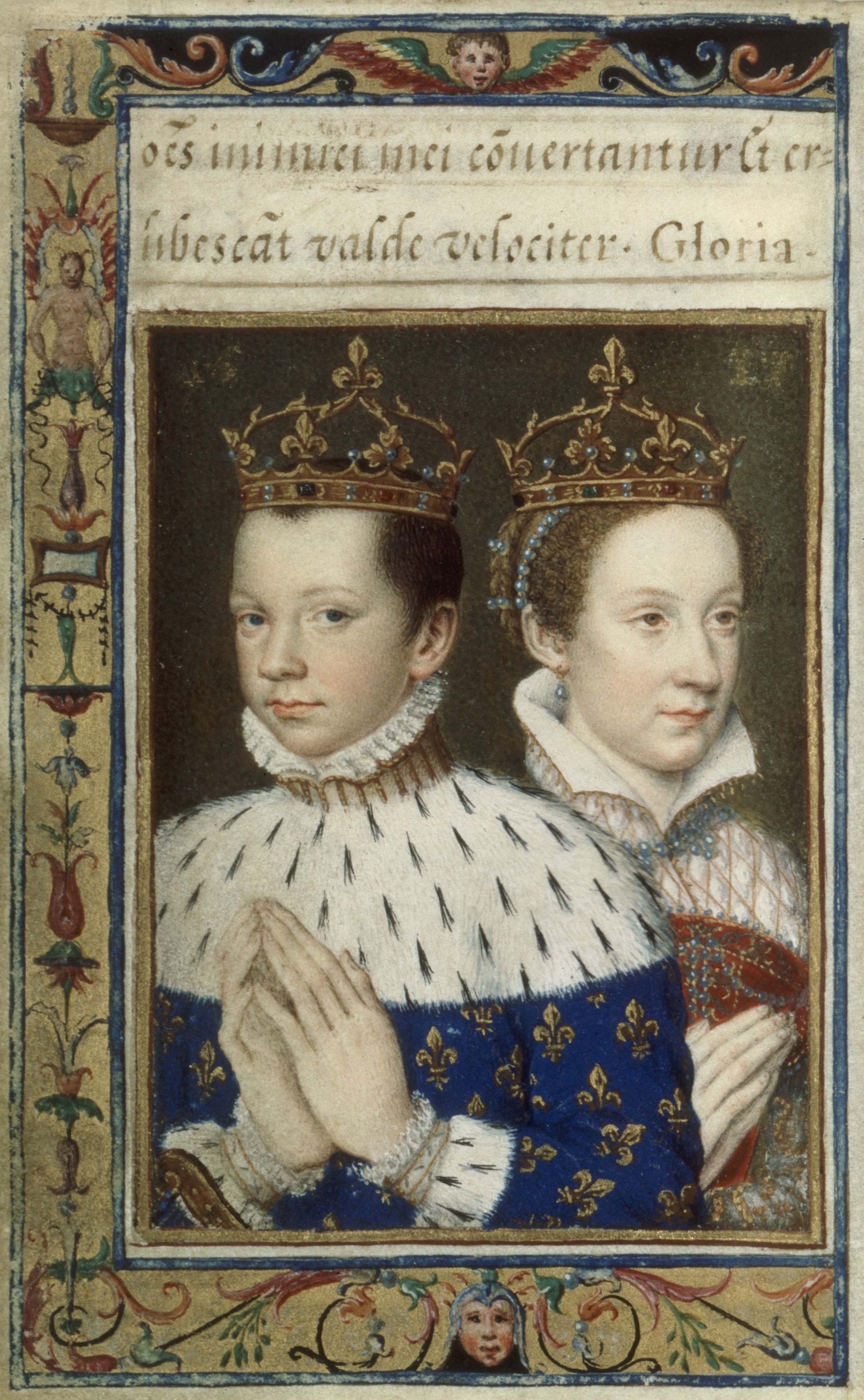
François II et Marie Stuart, Livre d'heures de Catherine de Médicis.

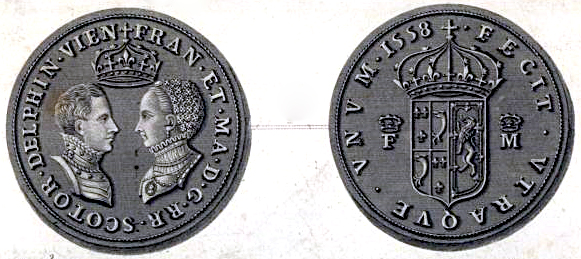
Médaille commémorative du mariage.

Le 19 avril 1558, la cérémonie du handfasting entre Marie et François a lieu au Louvre. Le mariage est célébré le 24 à la cathédrale Notre-Dame de Paris. L'événement revêt une importance particulière pour la ville, car c'est en deux cents ans la première fois que le dauphin se marie à Paris. Les époux sont reçus à la porte ouest par le cardinal de Bourbon, puis l'évêque de Paris prononce un discours sous une voûte en fleurs de lis et célèbre la messe à l'intérieur. Plusieurs observateurs notent une grande différence dans le physique des deux époux, considérant parfois que cela confère un côté « grotesque » à la cérémonie. En effet, Marie fait forte impression aux côtés de François, de santé fragile et de stature plus légère que son épouse, dont la tenue est particulièrement riche :

« [Sa] robe blanche était couverte de bijoux et décorée avec des broderies blanches, tandis que sa longue traîne de velours gris était tenue par deux jeunes filles. À son cou se trouvait un pendant étincelant orné de bijoux, un cadeau de son beau-père, et sur sa tête une couronne en or spécialement commissionnée, émaillée de rubis, saphirs et perles ; la rumeur disait que la pierre imposante au centre avait coûté la somme énorme de plus d'un demi-million de couronnes. »

Après la cérémonie, la procession traverse les rues de Paris jusqu'au palais de justice, où a lieu un grand banquet. Celui-ci se termine avec six galions parés de draps d'or qui traversent la salle de bal : chacun a un prince masqué à son bord, et ils embarquent les six femmes de plus haut rang.

### Le problème de la succession de Marie Tudor (1558-1559)

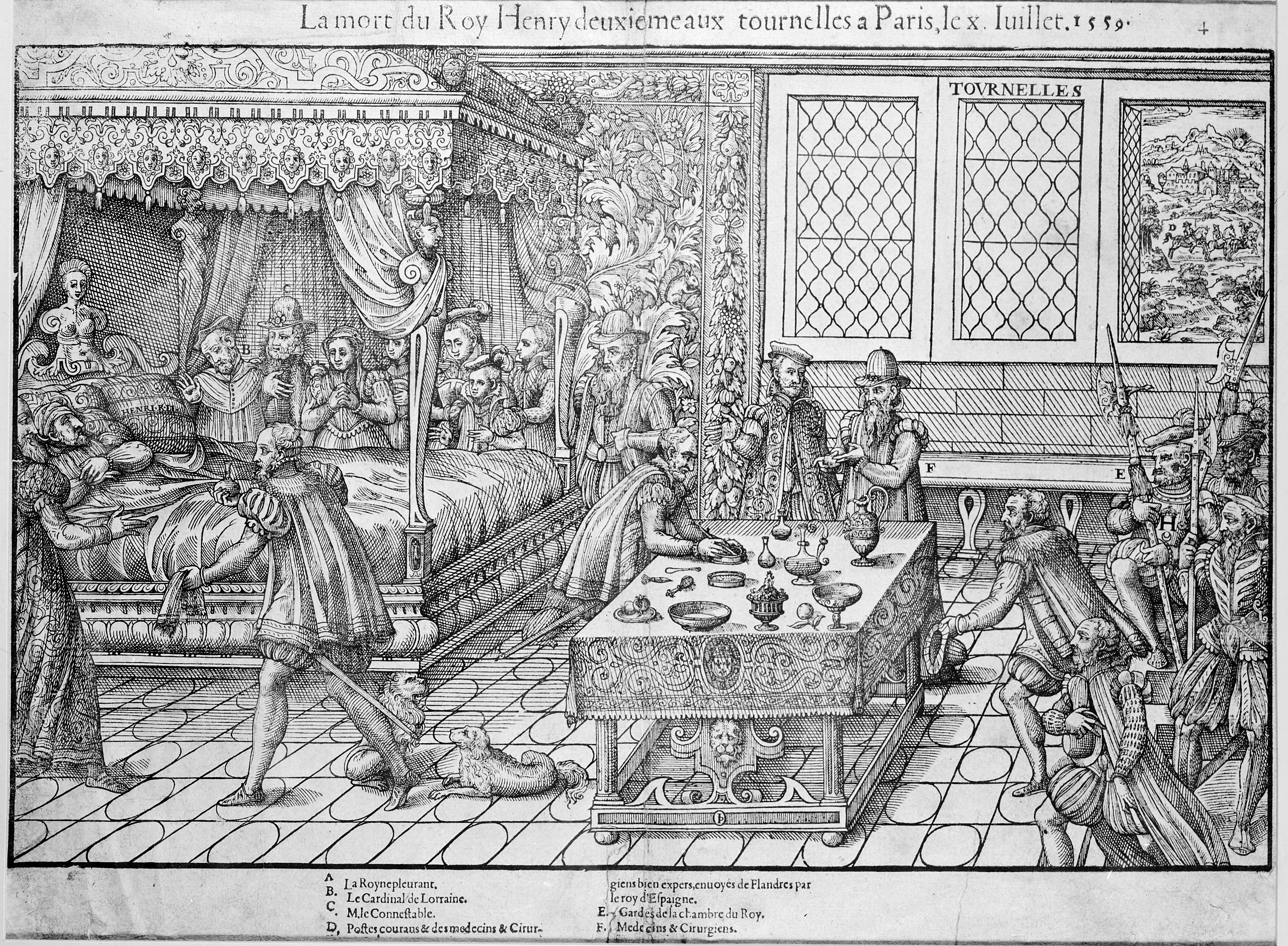
Henri II (roi de France) sur son lit de mort. De profil, à côté du barreau du lit, Marie Stuart et son époux, François II.

Après la mort d’Henri VIII (1547), son successeur Édouard VI d'Angleterre meurt en 1553. C'est alors sa demi-sœur Marie Tudor, fille de la princesse espagnole Catherine d'Aragon, qui lui succède.
Pour les catholiques, Marie Tudor est la dernière héritière légitime d’Henri VIII : le divorce entre Henri et Catherine d'Aragon n'ayant jamais été reconnu par le pape, son remariage avec Anne Boleyn, mère de la princesse Élisabeth, est considéré comme illégitime. La succession de Marie Tudor revient selon eux à Marie Stuart, descendante de la sœur aînée d'Henri VII, Marguerite Tudor, morte en 1541.
Lorsque Marie Tudor meurt le 17 novembre 1558, Marie Stuart peut donc prétendre à la couronne d'Angleterre. Le roi de France Henri II la reconnaît d'ailleurs comme reine d'Angleterre, d'Irlande et d'Écosse ; elle-même prend, avec son mari, les armes d'Angleterre. Cette proclamation prend place dans la rivalité entre la France et l'Espagne, pour qui l'Angleterre et l'Écosse ne sont que deux pions dans leurs visées impérialistes. Le pape, bien que sollicité par les agents français, refuse de prendre le parti de Marie, car il ne veut pas offenser Philippe II d'Espagne, déterminé à ne pas laisser l'Angleterre tomber sous le contrôle de la France.
En pratique, c'est Élisabeth qui monte sur le trône d'Angleterre, soutenue par la majorité protestante du royaume.
La situation entre la France et l'Espagne change ensuite rapidement, leurs finances ne permettant plus de soutenir des politiques impérialistes. La paix du Cateau-Cambrésis entre l'Espagne et la France est signée au début du mois d'avril 1559, et Philippe II épouse en troisième noces Élisabeth de France.
Un tournoi donné le 30 juin en l'honneur de ce mariage (et du mariage entre Marguerite de France et le duc de Savoie) est marqué par l'accident subi par Henri II lors d'une joute par Gabriel Ier de Montgommery, qui aboutit à sa mort le 10 juillet, ce qui a pour conséquence, entre autres, de bouleverser le projet français vers les îles Britanniques.

### Reine de France (1559-1560)

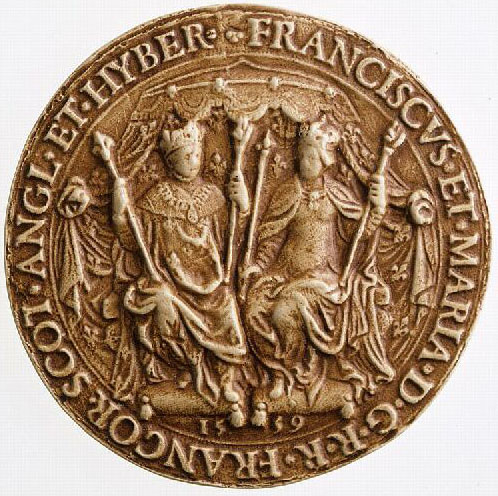
Moulage du sceau de François II et Marie Stuart, roi et reine de France. Archives nationales, SC/D100.

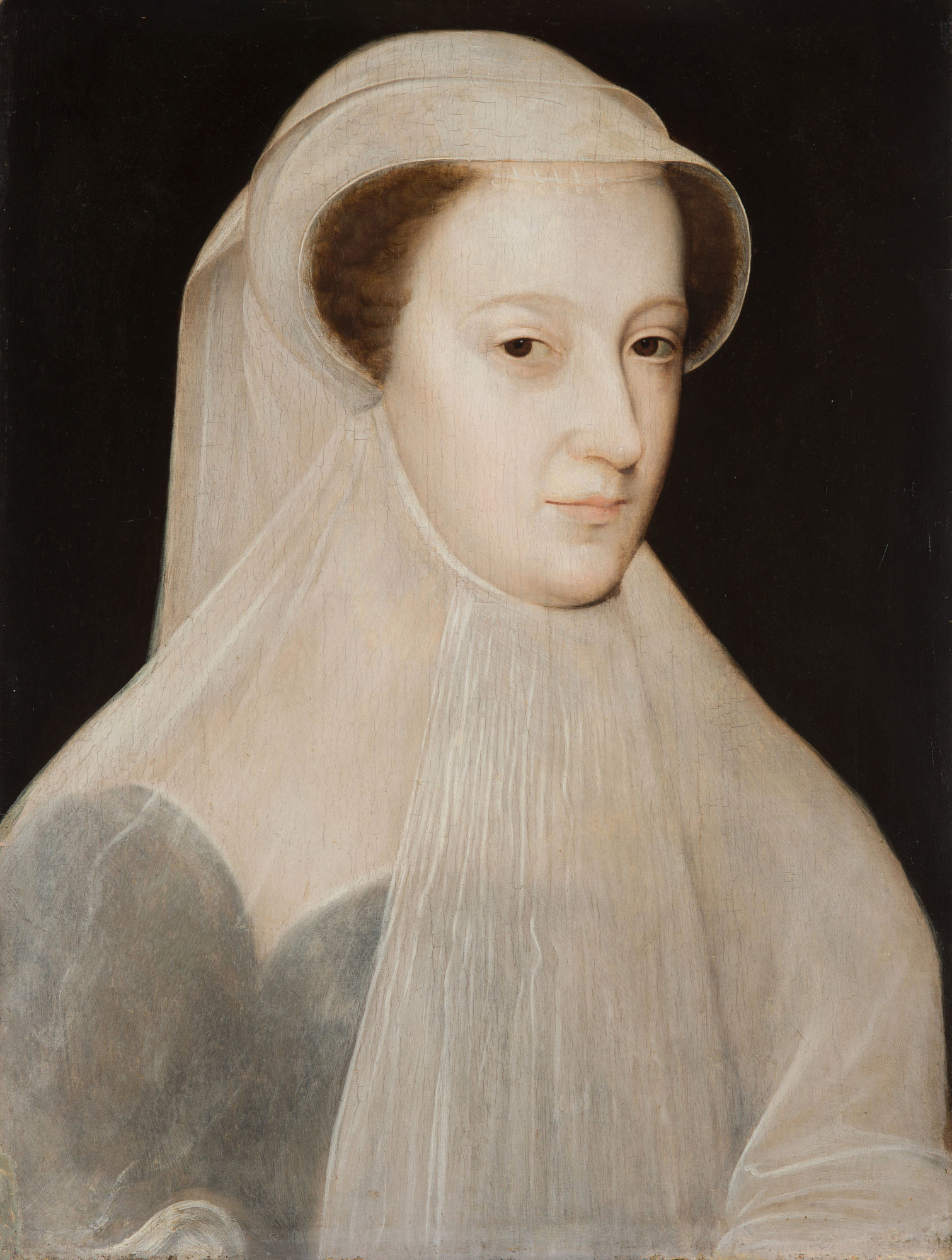
Marie Stuart représentée en reine blanche (tenue de deuil blanc).
Portrait commandé par la reine à la mort d' en 1559.

Après le mariage célébré avec un faste inouï à Notre Dame de Paris, les jeunes époux vont passer leur lune de miel à Amboise au palazotto de Château Gaillard propriété de leur oncle le Cardinal de Guise Lorraine détenteur du pouvoir.
Ensuite Marie et son époux habitent aux appartements royaux de Saint-Germain-en-Laye. Conformément à la coutume, Marie demande à Diane de Poitiers un inventaire des bijoux que cette dernière avait reçus d’Henri II et les récupère.
Le tempérament du jeune roi et sa santé ne lui permettant pas de faire face aux nécessités de la vie quotidienne, il peut encore moins gouverner. Ainsi, son couronnement, initialement prévu le dimanche 17 septembre 1559, doit être exceptionnellement reporté d'un jour en raison de sa maladie. De ce fait, François II est le premier roi à n'être couronné ni un dimanche, ni un jour saint. Écoutant les conseils de son épouse, il confie le pouvoir à ses oncles de Guise. François indique au parlement qu'il donne au duc de Guise le contrôle de l'armée tandis que le cardinal prend en charge l'administration et les finances. En théorie, sa mère, Catherine de Médicis, doit toujours être consultée, mais l'autorité réelle revient aux frères de Guise, devenus les dirigeants effectifs du royaume.
La situation est donc excellente pour les Guise, mais ils savent qu'elle est fragile : la mauvaise santé de François ne devant pas lui permettre de vivre longtemps, tous leurs espoirs sont qu'il ait un enfant avec Marie. Toutefois la santé de Marie est altérée en raison de l'anxiété que lui cause la situation délicate de sa mère en Écosse. Cependant les dames d'honneur de la cour mettent les symptômes de Marie sur le compte d'une grossesse. Les Guise ne souhaitant que trop qu'elle soit enceinte, ils répandent ces rumeurs, et Marie finit par y adhérer en adoptant les vêtements flottants portés par les dames enceintes.
Elle comprend toutefois à la fin septembre 1560 qu'il n'en est rien. Le 16 novembre, après une chasse vers Orléans, François prend froid et se plaint de douleurs à la tête. La santé déclinante du roi ne peut être trop publique pour les Guise, en raison du conflit intérieur avec les huguenots, et ils la dissimulent à la cour et aux ambassadeurs. Cependant, la maladie de François, localisée dans l'oreille gauche, commence à s'étendre au cerveau et lui cause de fréquentes crises de délire. Les Guise font tout leur possible pour sauver le roi, leur succès étant lié à son éventuelle descendance avec Marie. Sous l'influence du cardinal, des processions partent de toutes les églises de la ville tandis que la cour entière prie. Mais François décède le 5 décembre 1560.
À la mort de François II, son jeune frère Charles IX devient roi et sa mère, Catherine de Médicis, prend le pouvoir en tant que régente et demande l'inventaire des bijoux. Marie se retire ensuite pour mener le deuil, en suivant la tradition de rester dans une chambre noire pour quarante jours. Elle choisit pour cela l’abbaye Saint-Pierre-les-Dames dont sa tante, Renée de Lorraine, est abbesse. C'est aussi dans cette région, la Champagne-Ardenne, qu'elle reçoit en douaire la ville et seigneurie d’Épernay. L'ensemble de ses propriétés figurant au contrat de mariage lui rapportent 60 000 livres tournois par an, ce qui permet de vivre confortablement, mais Marie et ses oncles poursuivent leurs ambitions.
L'Écosse est divisée sur la question religieuse. Du fait des troubles religieux en France, il devient plus difficile pour les Guise de secourir les partisans écossais de Marie. Selon les termes du traité d'Édimbourg signé par les représentants de Marie le 6 juillet 1560, suivant la mort de Marie de Guise, la France décide de retirer ses troupes d'Écosse et de reconnaître les droits d'Élisabeth sur le royaume d'Angleterre. Marie refuse de ratifier ce traité.
Elle porte alors les deuils successifs de son mari et de sa mère, dont les restes viennent d’être apportés d’Édimbourg à Reims. C’est de là, enfin, qu’elle part pour s’embarquer à Calais et quitter définitivement la France, le 14 août 1561.

## Le retour en Écosse (1561-1568)

### Évolution de la politique intérieure écossaise sous Marie de Guise (1557-1561)

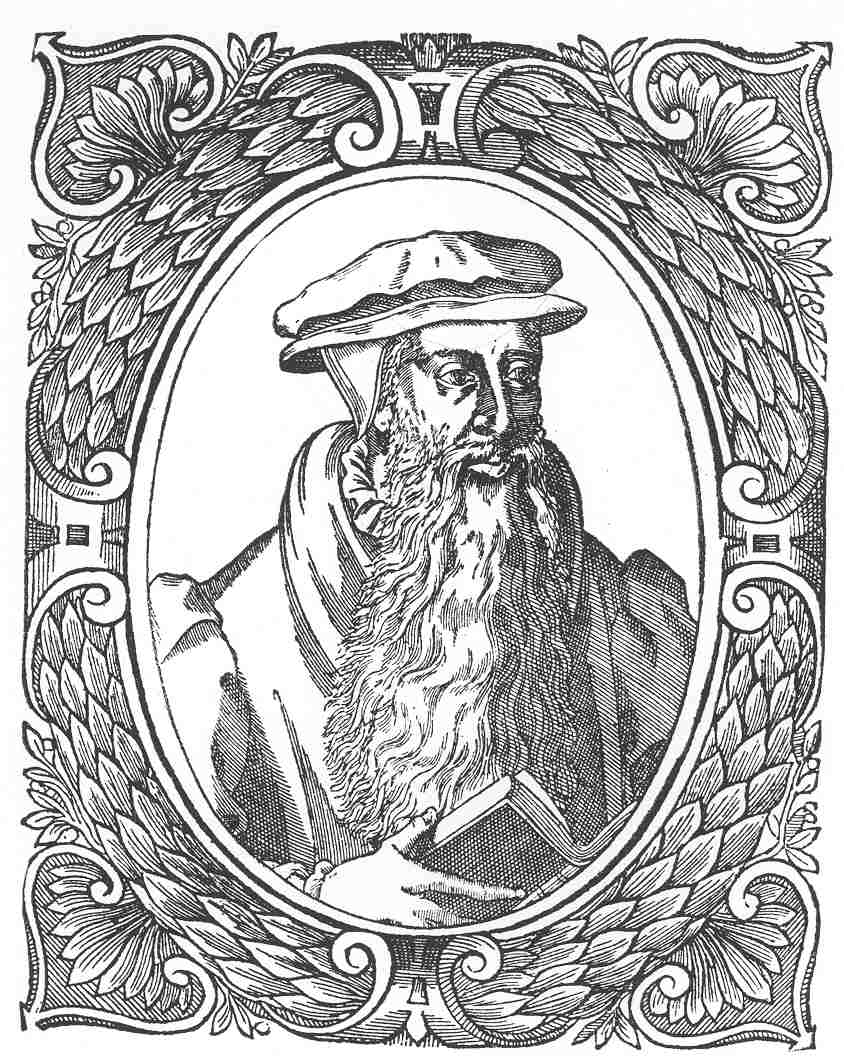
John Knox, figure importante de la réforme écossaise.

Bien que des nobles protestants fassent partie du gouvernement écossais formé par Marie de Guise, un petit nombre d'entre eux ne lui font pas confiance et se rassemblent comme Lords de la Congrégation en décembre 1557. En 1559, John Knox, figure de la Réforme écossaise, rentre en Écosse, recherchant le soutien des nobles pour promouvoir sa cause, et entreprend donc un tour du pays. Chez James Sandilands (en), il arrive à rallier deux personnages importants : Archibald Campbell et James Stuart, le demi-frère de Marie Stuart. Il continue son tour, gagnant d'autres nobles comme John Erskine, et séjourne à Édimbourg, Ochiltree (demeure de lord Ochiltree (en)) et chez le comte de Glencairn. Galvanisés, les Lords de la Congrégation émettent des revendications pour un changement religieux ; Marie de Guise doit faire appel à l'aide militaire de la France, recevant à la fin août 1 800 soldats,.
Dans le même temps, Marie de Guise enregistre des défections dans son gouvernement. William Maitland de Lethington, son secrétaire d'État, se rend compte qu'elle œuvre pour l'annexion de l'Écosse à la France, menaçant ainsi la souveraineté nationale. Alors que les Lords de la Congrégation occupent Édimbourg à la fin octobre, il y voit l'occasion idéale pour déserter de Leith (port d'Édimbourg où la reine douairière est réfugiée) : quelques jours plus tard, apprenant que Marie de Guise désire l'annexion de l'Écosse, les Lords la déposent.
Marie de Guise parvient à revenir brièvement à Édimbourg, mais Élisabeth Ire s'implique dans le conflit : pensant que la présence de l'armée française et la défaite des protestants peuvent être un plan pour installer Marie Stuart sur le trône d'Angleterre, elle décide d'envoyer des fonds aux Lords et demande à l'amiral Winter (en) de bloquer Leith. Fin février, Maitland est envoyé en émissaire auprès d'Élisabeth, et ils signent le traité de Berwick par lequel Élisabeth envoie des troupes pour soutenir les protestants. L'armée conduite par lord Grey assiège Leith en mars. La situation en France ne permet plus l'envoi de renforts.
Les efforts diplomatiques de Maitland conduisent à la ratification, par un grand nombre de nobles, d'un document signant l'expulsion des troupes françaises et la défense de la réforme religieuse. Parmi les signataires figurent Huntly, Morton, Borthwick, et les Kerr (en).
Marie de Guise meurt le 12 juin 1560.

### Reine d'Écosse (1561-1567)

#### Période de rapprochement avec les protestants (1561-1565)
La jeune veuve rentre en Écosse l'année suivante. Malgré son éducation, elle n'est pas préparée aux intrigues en cours à la cour d'Écosse à cette époque.
La question religieuse divise le peuple entre catholiques et protestants, ceux-ci (majoritaires) ont à leur tête le frère illégitime de Marie, James Stuart, comte de Moray. Catholique fervente, Marie est vue avec suspicion par une grande partie de ses sujets. Son goût pour la danse et les robes sophistiquées est dénoncé par des prédicateurs protestants, dont le principal est John Knox.
Mais elle ne prend pas la tête du parti catholique, ce qui déçoit ses membres. Au contraire, prenant acte du manque de forces militaires à opposer aux nobles protestants, elle conserve James Stuart comme principal conseiller. En 1561, elle invite Élisabeth Ire en Écosse afin de réchauffer leurs relations diplomatiques, mais la reine d'Angleterre refuse et le désaccord se creuse encore entre elles.
En 1562, Marie soutient James Stuart dans la guerre contre les catholiques soulevés, menés par Huntly, qui est vaincu et fait prisonnier lors de la bataille de Corrichie (28 octobre 1562), et meurt peu après.

#### Mariage avec Darnley (1565) et conflit avec les protestants

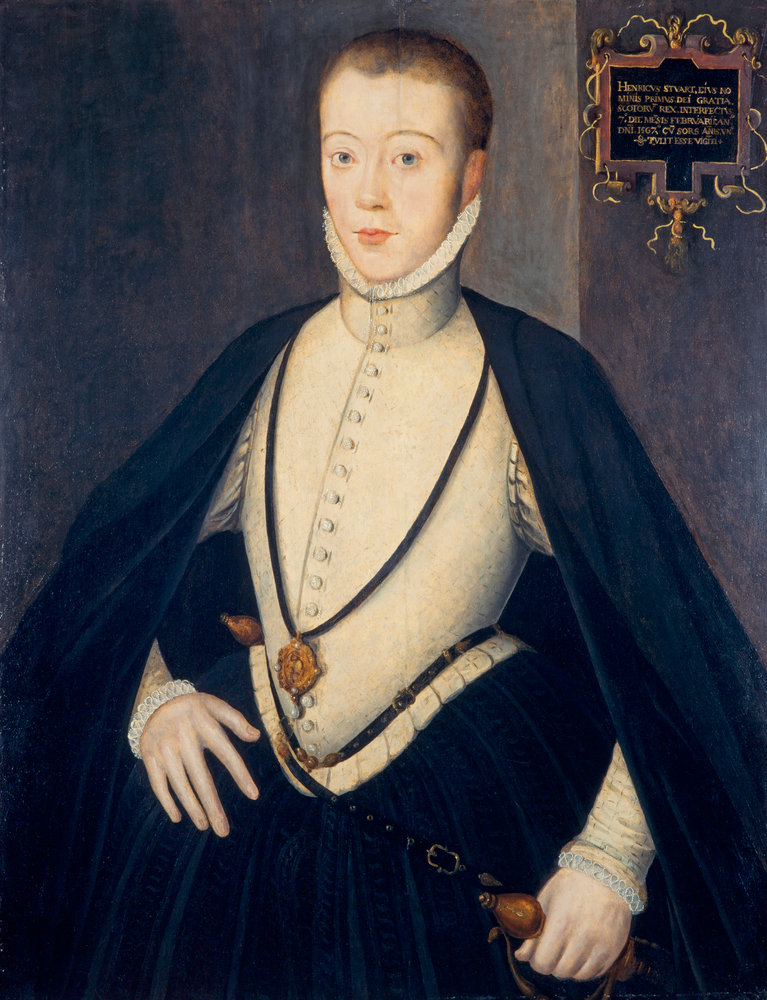
Henry Stuart, Lord Darnley, deuxième époux de Marie.

Le 29 juillet 1565, Marie épouse sans préavis[pas clair] son cousin germain Henry Stuart, lord Darnley, petit-neveu du roi Henri VIII. Ce mariage avec un chef catholique suscite la rébellion de James Stuart et du parti protestant, qui sont mis en déroute lors du raid de Chaseabout (en) (26 août 1565).
Marie tombe enceinte durant l'automne 1565. Darnley devient alors arrogant, exigeant les pouvoirs que lui donne le titre de roi consort. Il est aussi jaloux de l'amitié de Marie avec son secrétaire David Rizzio. En mars 1566, Darnley entre dans une conspiration avec les nobles qui se sont rebellés précédemment[pas clair]. Le 9 mars, un groupe de conspirateurs, dont Darnley, assassine Rizzio pendant qu'il est en conférence avec la reine au palais de Holyrood.
Darnley attaque Marie et tente sans succès de provoquer un avortement[pas clair], ce qui aboutit à une rupture de leur mariage.

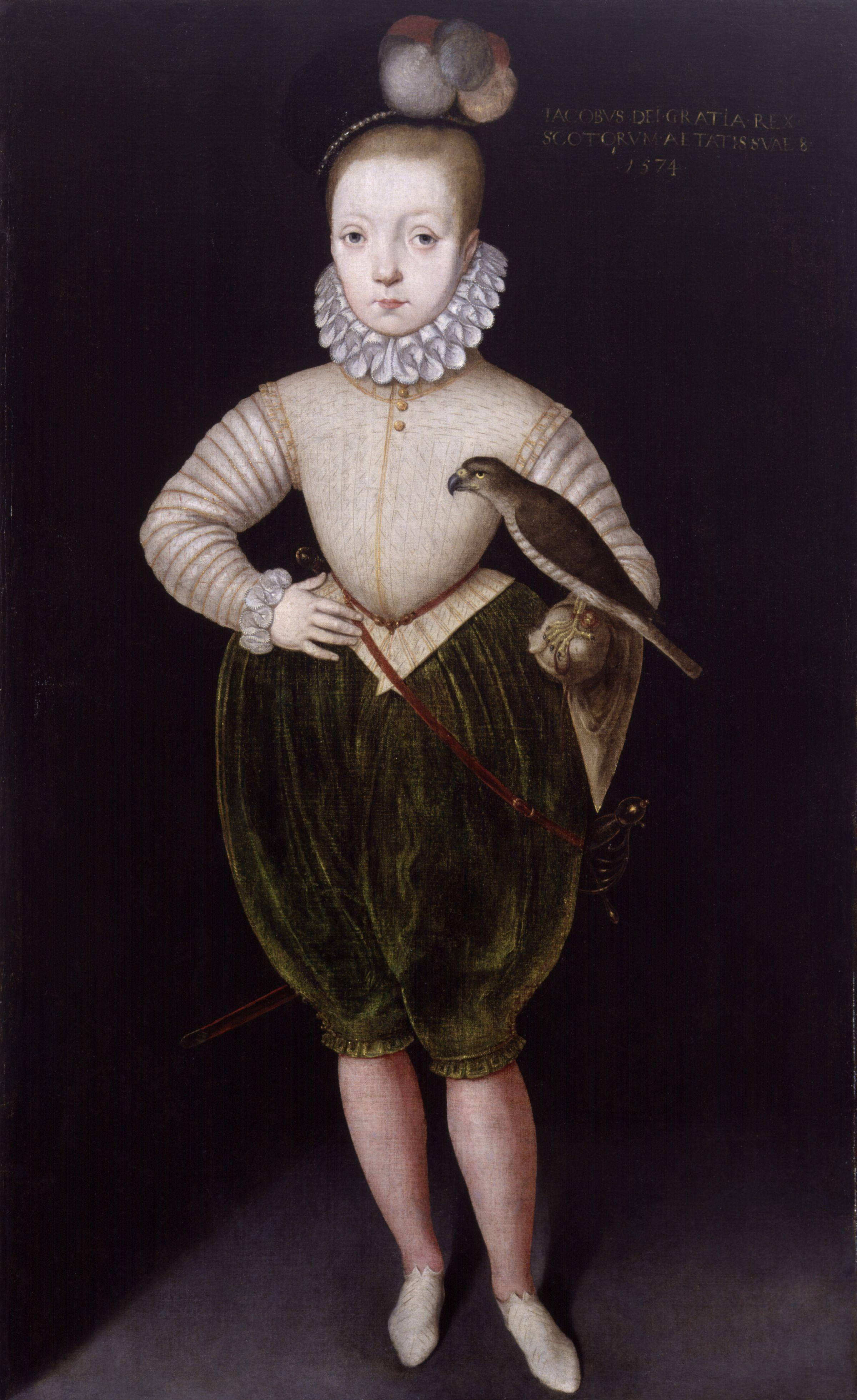
Jacques, fils de Marie et de Darnley.

#### Liaison avec Bothwell (1566) et mort de Darnley
En juin 1566, Marie s'engage dans une liaison avec James Hepburn, comte de Bothwell (1534-1578). Un complot est mis en place pour éliminer Darnley, déjà malade (peut-être de la syphilis), mais à qui Marie rend régulièrement visite, ce qui peut laisser penser qu’une réconciliation est possible.[pas clair]
Le 24 juin 1566, elle accouche du fils de Darnley, prénommé Jacques, futur roi d'Écosse (1567) puis d'Angleterre (1603).
En octobre 1566, les troubles nerveux et les crises de douleurs abdominales dont elle souffre depuis l'adolescence (les historiens les attribuent au stress mental, à des hémorragies dues à un ulcère gastrique ou à la porphyrie) s'aggravent au point qu'elle perd la vue et la parole. Considérée un moment comme mourante, elle recouvre pourtant la santé grâce à la compétence de ses médecins français.
En février 1567, alors que Darnley se trouve en convalescence à Kirk o' Field à Édimbourg, une explosion détruit la maison. Darnley est retrouvé mort dehors, étranglé ou étouffé avant l'explosion. Cet événement destiné à sauver Marie ne fait que salir sa réputation. Bothwell, considéré comme le coupable, est acquitté par un tribunal de complaisance.

#### Mariage avec Bothwell (avril 1567)
Le 24 avril 1567, il fait enlever Marie et l'épouse peu après. Selon certains historiens, il aurait abusé d'elle afin de la contraindre au mariage pour éviter le déshonneur. En réalité, il semble que Marie ait été amoureuse de Bothwell ; le mythe du viol a été énoncé pour la première fois dans un ouvrage de l'évêque de Ross, John Lesley, Rhime in Defence of the Queen of Scots.

#### Arrestation et abdication de Marie (juin-juillet 1567)
Ce mariage scelle le destin de Marie. Un groupe de nobles forme une ligue et bat les troupes de Bothwell à Carberry (juin 1567). Bothwell réussit à s'enfuir et à quitter le royaume. Marie est emprisonnée au château de Loch Leven.
Entre le 18 et le 24 juillet 1567, elle fait une fausse couche. Selon Stefan Zweig et Muhlstein[Qui ?], elle aurait perdu des jumeaux,, mais selon Mary[Qui ?], il n'y avait qu'un seul enfant.
Le 24 juillet, elle abdique le trône d’Écosse en faveur de son fils, qui devient à l'âge d'un an Jacques VI d'Écosse.

## Prisonnière d'Élisabeth 1reen Angleterre (1568-1587)

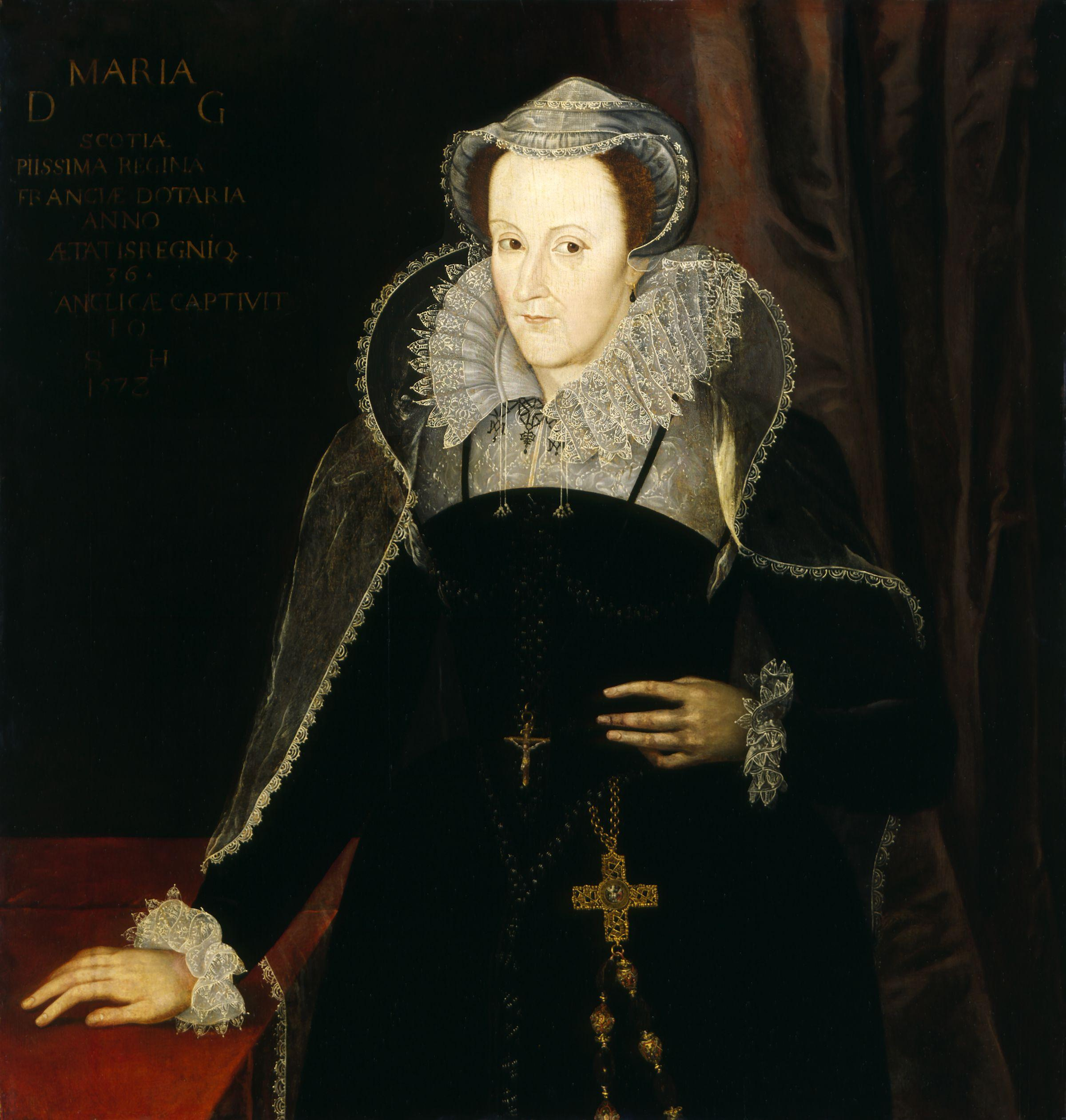
Marie Stuart d'après Nicholas Hilliard.

### Évasion de Marie et départ en Angleterre (mai 1568)
Le 2 mai 1568, Marie Stuart s'évade et lève une petite armée. Trois jours après sa défaite à la bataille de Langside le 13 mai, elle s'enfuit en Angleterre.

### Emprisonnement (19 mai 1568) et enquête sur la mort de Darnley
Elle est emprisonnée par les officiers d'Élisabeth à Carlisle le 19 mai. Elle prononce alors cette phrase célèbre « En ma fin gît mon commencement », qu'elle brode sur sa robe.
Après quelques hésitations sur l'accusation du meurtre de Darnley, Élisabeth Ire ordonne une enquête plutôt qu'un procès. Marie est détenue à Bolton d'octobre 1568 à janvier 1569 tandis qu'une commission d'enquête, chargée d'évaluer les preuves de sa culpabilité, siège à York,.
L'enquête est sous influence politique — Élisabeth ne souhaite pas la condamner pour meurtre et Marie refuse de reconnaître l'autorité de quelque cour que ce soit. Il suffit de la garder hors d'Écosse et de contrôler ses partisans.

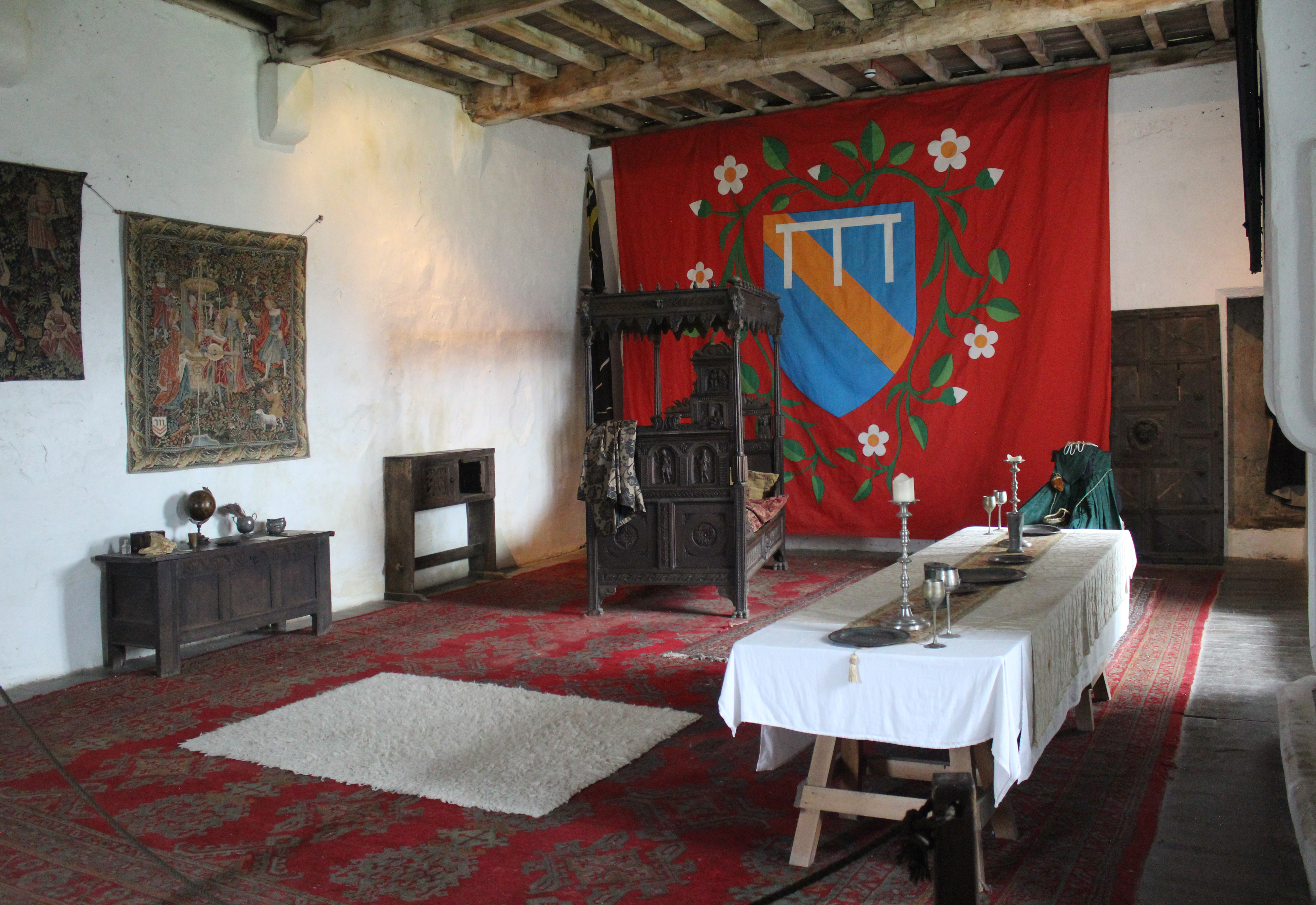
Chambre à coucher de Marie au château de Bolton où elle fut détenue.

Le cas tient dans les huit lettres du coffret qui auraient été écrites par Marie à Bothwell et découvertes par le comte de Morton. Marie n’est pas autorisée à les voir ni à parler pour sa défense. Elle refuse d'offrir une défense écrite à moins qu'un verdict de non-culpabilité ne lui soit assuré, ce que refuse Élisabeth. Bien qu'une analyse graphologique attribue ces lettres à Marie, le tribunal ne peut conclure à la culpabilité. Les lettres originales seront perdues en 1584 et les copies ne sont pas complètes.

### Assignée à résidence chez le comte de Shrewsbury (1569-1586)
Élisabeth considère les prétentions de Marie au trône d'Angleterre comme une menace : le 26 janvier 1569, elle l'assigne à résidence dans les domaines du comte de Shrewsbury George Talbot, chargé de sa surveillance, assisté par son épouse Bess de Hardwick. Ces domaines, situés autour de Sheffield et de Derby, sont à mi-chemin entre Londres et l'Écosse et assez éloignés de la mer.
Elle dispose d'une domesticité importante, jamais inférieure à seize personnes, incluant notamment des cuisiniers. Certaines personnes y effectuent un service d'espionnage pour le compte des ministres William Cecil et de Francis Walsingham.
Bess de Hardwick, dont George Talbot est le quatrième époux, a eu précédemment une fille de William Cavendish, Elizabeth (1555-1582), qui épouse (en secret) en 1574 Charles Stuart, frère cadet de Lord Darnley (d'où une fille, Arbella, 1575-1615). Ce mariage provoque la colère de la reine d'Angleterre, qui sanctionne Bess de Hardwick par un séjour à la Tour de Londres.
Marie vit dans ces conditions jusqu'en 1586. Durant cette période, Bothwell, emprisonné au Danemark, devient fou et meurt en 1578 en prison.
Charles Bailly (1540-1596), son secrétaire, après avoir été enfermé à la tour de Londres, est libéré et rejoint Bruxelles. Il est enterré au Sablon à Bruxelles, puis dans l'église Saint-Nicolas de La Hulpe. Une partie du monument funéraire se trouve encore dans l'église de ce village.

### Accusations de complot contre Élisabeth
Après tant de chrétiens dont les tourments affreux

Ont ému votre cœur et fait pleurer vos yeux,

La fille des Stuarts voici paraître en scène,

Épouse, mère et sœur des plus illustres rois.

Contre une royauté plus heureuse cent fois,

Elle échange en mourant, sa couronne de reine.
— Richard Verstegen, Théâtre des cruautés des Hérétiques, de France, d'Angleterre et des Pays-Bas.

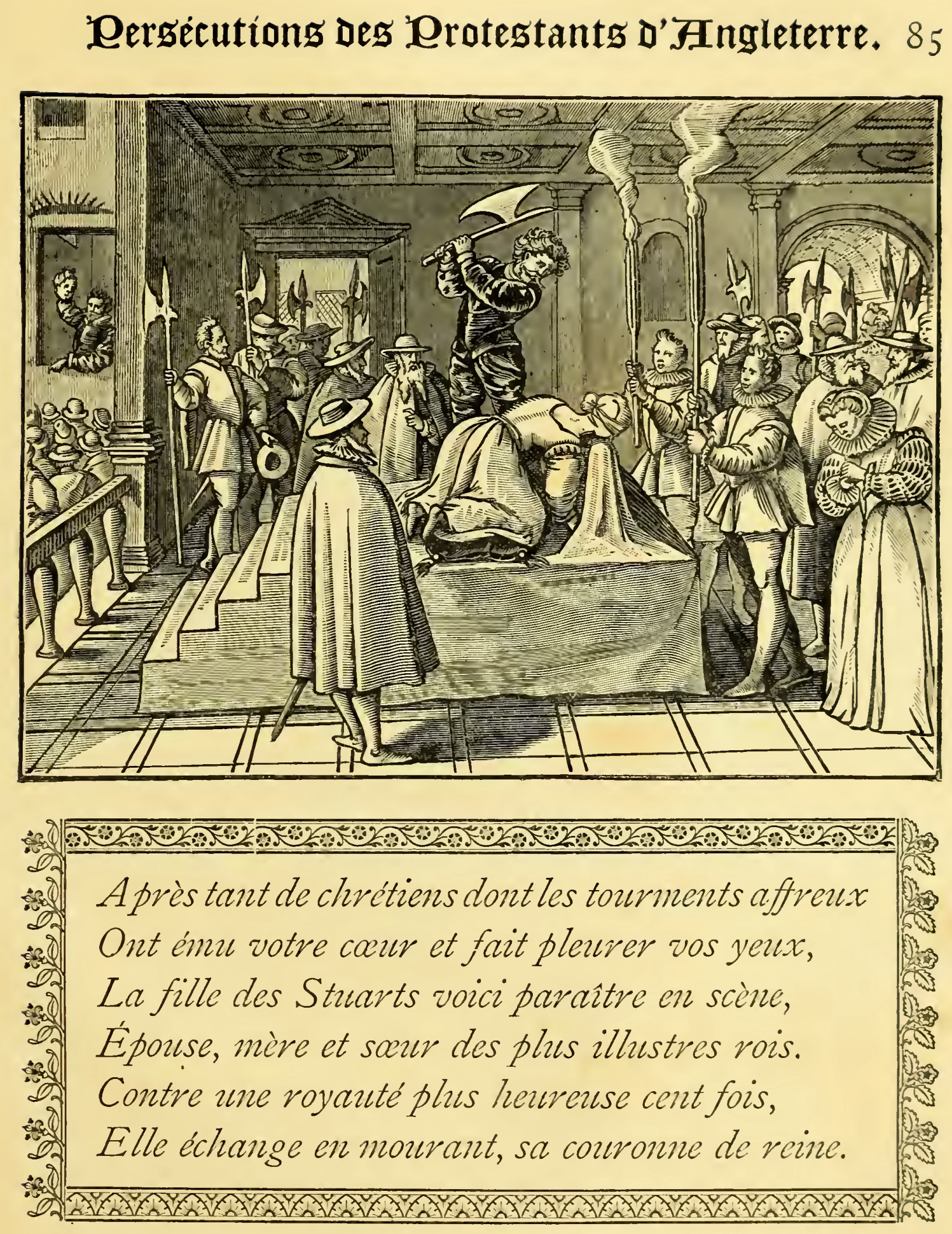

Marie devient progressivement une charge qu'Élisabeth Ire ne peut plus tolérer en raison de nombreux rapports de complots projetant de la tuer ; certains historiens[Qui ?] suspectent qu'ils étaient fomentés par les ennemis de Marie.
Marie Stuart est experte dans l'art du chiffre. En France, ses intérêts ont été défendus dès 1565 par le mathématicien et cryptologue François Viète avec qui elle partageait ce talent. Les lettres codées qu'elle échange avec ses partisans sont interceptées puis déchiffrées et probablement truquées[réf. nécessaire] par les services d'Élisabeth.
En 1586, un nouveau complot contre Élisabeth Ire est découvert : la conspiration de Babington, impliquant quelques nobles catholique, mais organisée par la cour de Madrid en liaison avec la Ligue catholique de France, dont le chef durant cette période des débuts la huitième guerre de religion (1585-1598) est le duc Henri de Guise, parent de Marie.
Un facteur diplomatique important est que, depuis août 1585, l'Angleterre est en guerre contre l'Espagne, en raison du ralliement d'Élisabeth à la cause de l'insurrection des Pays-Bas contre Philippe par le traité de Sans-Pareil (10 août 1585), conclu avec les Provinces-Unies, qui reçoivent l'appui d'un corps expéditionnaire anglais (Robert Dudley). En réaction, Philippe II prépare depuis cette date une grande expédition (dite « Invincible Armada ») contre l'Angleterre : il s'agit de débarquer des troupes en Angleterre, d'arrêter Élisabeth et de rétablir un gouvernement catholique à Londres, permettant alors de soumettre facilement les provinces néerlandaises rebelles.

### Arrestation (11 août 1586), procès et condamnation à mort (25 octobre)
Walsingham a intercepté des lettres qui vont servir de prétexte à sa condamnation comme suspecte de participation à la conspiration de Babington.
Elle est arrêtée le 11 août 1586 et emprisonnée à Tixal House, près de Stafford, puis emmenée en septembre au château de Fotheringhay. En octobre, commence son procès pour trahison en vertu du Safety of the Queen Act de 1584. Le tribunal est formé de trente-six gentilshommes, dont Cecil, Walsingham et Shrewsbury.
Elle est jugée coupable le 25 octobre et condamnée à mort, un seul juge refusant de donner sa voix, Lord Zouche.

### Attente avant l'exécution (novembre 1586-janvier 1587)
Cependant, Elisabeth ne tient pas absolument à ce que la sentence soit exécutée, pour des raisons principalement politiques : création d'un précédent et crainte de représailles de la part du roi d'Écosse, Jacques VI, fils de Marie, en liaison avec les puissances catholiques (c'est-à-dire principalement l'Espagne). Mais elle s'oppose en cela au Parlement qui est favorable à l'exécution.
Elisabeth aurait contacté le geôlier de Marie, Paulet, pour lui demander s'il y aurait un moyen d'« abréger sa vie », mais il refuse catégoriquement de s'impliquer dans une telle action.
Elisabeth signe donc le décret d'exécution le 1er février 1587, et confie la mission à un membre du Conseil privé, William Davison. Mais William Cecil intervient à l'insu d'Elisabeth au Conseil privé, et le 3 février, dix membres décident une exécution rapide. Marie est informée le 7 février au soir qu'elle sera exécutée le lendemain matin.

## Exécution de Marie et funérailles

### Lettre à Henri III (8 février 1587)
Informée de sa prochaine exécution, Marie envoie une lettre d'adieu à Henri III.

### L'exécution (8 février 1587)

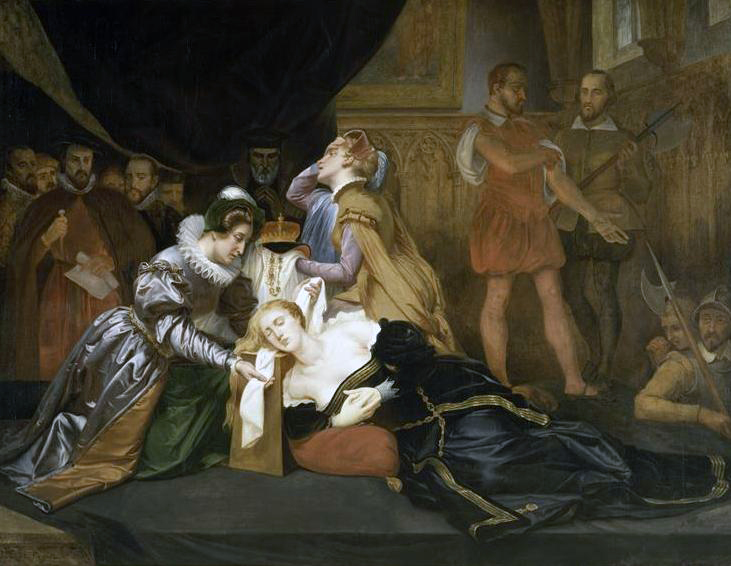
Exécution de Marie Stuart (Jane Kennedy bandant les yeux de la reine)
par Abel de Pujol.

L'exécution a lieu au château de Fotheringhay le 8 février 1587 à dix heures du matin. Il s'agit d'une décapitation à la hache (le glaive, symbole de la justice divine, commun en France, lui a été refusé).
Marie arrive portant une tenue rouge sous sa robe d'apparat, se déclarant elle-même martyre catholique. Son crucifix est écrasé au sol.
Lorsque ses servantes s'avancent pour la déshabiller, les bourreaux s'interposent, car la coutume veut qu'ils récupèrent les vêtements des condamnés. Marie s'offusque, disant qu'elle ne s'est jamais déshabillée devant autant d'hommes. Mais elle finit par se résigner sans se dénuder totalement.[réf. nécessaire] Voyant alors sa détresse de se trouver nue, une de ses servantes s'avance et lui noue un foulard sur les yeux.
Elle se met alors en place sur le billot. Les témoignages confirment que son bourreau, ivre, va s'y reprendre à trois reprises pour exécuter la sentence.
Le premier coup lui fait seulement une entaille sur l'os occipital. Le deuxième tombe sur la nuque sans complètement couper le cou, et ce n’est qu'au troisième que la tête se décolle. Le bourreau la ramasse pour la présenter au peuple, sans se rendre compte que la perruque se trouve encore sur le crâne. Elle lui reste dans les mains et la tête tombe au sol.
Le bourreau la met en exposition sur un balcon proche où elle reste une journée.

### Inhumations

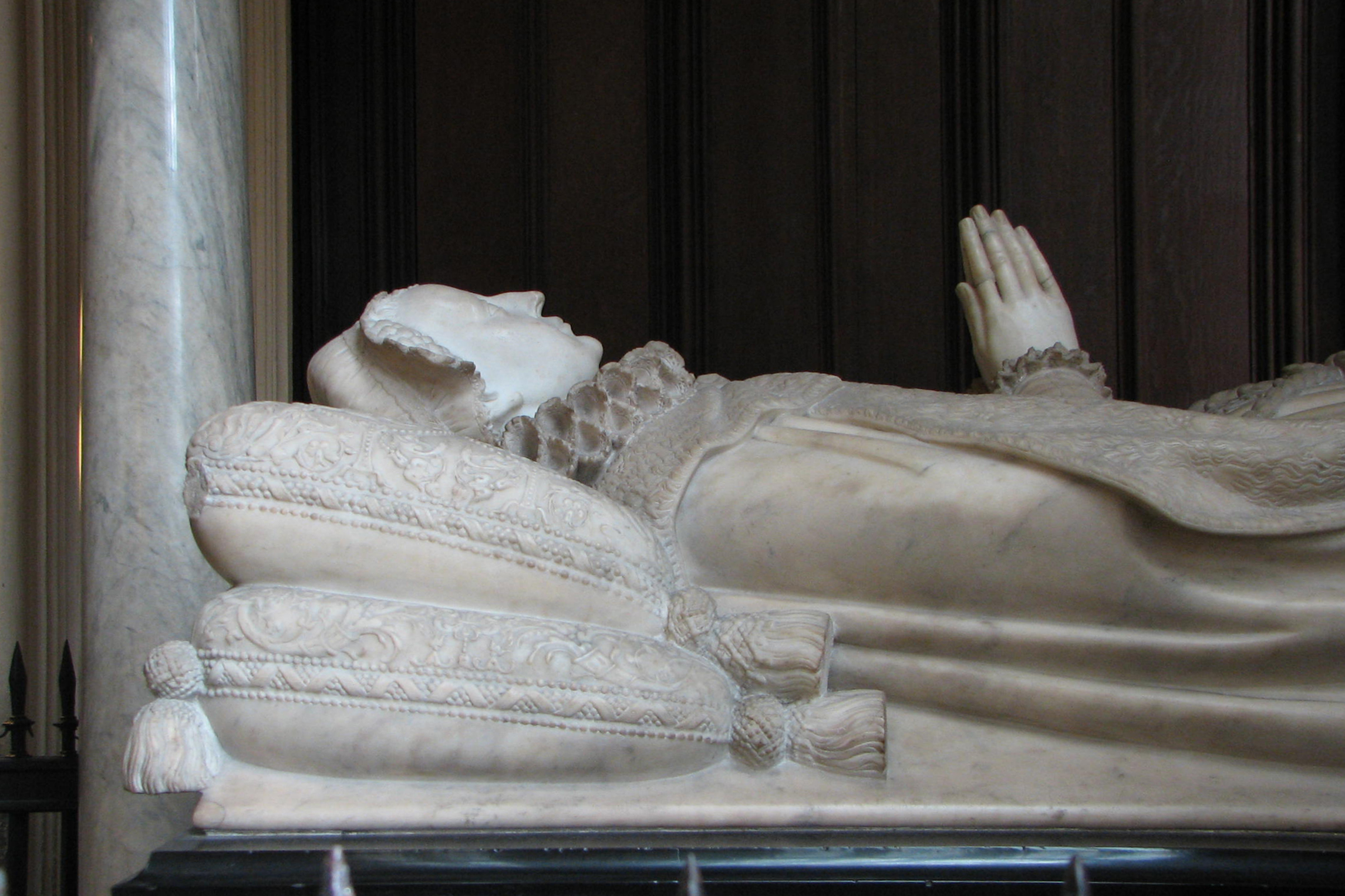
Tombeau de Marie Stuart à Westminster.

Marie Stuart souhaitait être inhumée à Reims, à côté de sa mère, de son oncle le cardinal, et de sa tante l'abbesse.
Mais l'inhumation par Scarlett Robert a lieu dans la cathédrale de Peterborough.
Son corps est exhumé en 1612, son fils, Jacques VI d'Écosse et Jacques Ier d'Angleterre, ayant ordonné qu'il soit placé dans l'abbaye de Westminster où il repose depuis lors, à dix mètres du tombeau de sa cousine Élisabeth.

### Pamphlets catholiques sur la mort de Marie
L'exécution de Marie Stuart est dénoncée par les pamphlétaires catholiques, tel Richard Verstegen, pensionné par le roi d'Espagne, comme une violation du droit divin : « Cette pauvre Princesse s'asseurant à la foi d'une Royne, prêt port en Angleterre, où on la met prisonnière, & y est vingt ans entiers ou peu s'en faut, la changeant de lieu diversement & souvent, à fin de la molester d'avantage ; & combien qu'elle ne fust subjette qu'à Dieu, auquel elle avoit à rendre compte de ses actions, ce néantmoins cette perfide hérétique, ayant violé le droit divin de nature & des gens, luy fait trancher la teste au Chasteau de Fodrinhaye 1587, le jour des Cendres non pour autre occasion qu'elle estoit ferme & constante Catholique, et pour laisser son Royaume au comte de l'Ecestre un de ses rufians, faisant mourir les héritiers légitimes ».

## Une reine poétesse
Marie Stuart a laissé à la postérité une création poétique, notamment rédigée en français,.
La Bibliothèque nationale de France recense 52 documents dont La Harangue de… Marie d'Estvart, Reine d'Écosse, Douairière de France, faite en l'assemblée des États de son Royaume, tenus au mois de Mai dernier passé. Avec le Sermon Funebre fait à Nancy, aux obsèques & funérailles de… François de Lorraine, Duc de Guyse, en l'église des Cordeliers… Par Bernard Dominici, de l'ordre de la saincte Trinité… ; ainsi que Adieu France !, mis en musique par Edmond de Polignac. La Société Marie Stuart (anglaise) donne ces deux poèmes : Mary Stuart: The Poet. Le Queen Mary's book propose ses Œuvres complètes.

## Dans la culture populaire
Marie Stuart a fait l'objet de très nombreux ouvrages, dans une perspective historique ou romanesque. Le docteur Jenny Wormald, membre honoraire d'histoire écossaise à l'université d'Édimbourg, déclara — non sans humour — que la seule Marie ayant fait l'objet de davantage de publications que Marie Stuart était la Vierge Marie :

« Comme sujet d'études historiques, et héroïne romantique d'œuvres de fiction, Marie, reine d'Écosse, prédomine sur toutes les Marie qui l'ont précédée, seule la Vierge faisant mieux. [Dans le catalogue de 1962 des livres à la British Library], la Vierge Marie a 150 pages qui lui sont dévolues, Marie reine d'Écosse 455 livres, et la reine anglaise Marie Tudor dite « la sanglante » 73. »

### Théâtre

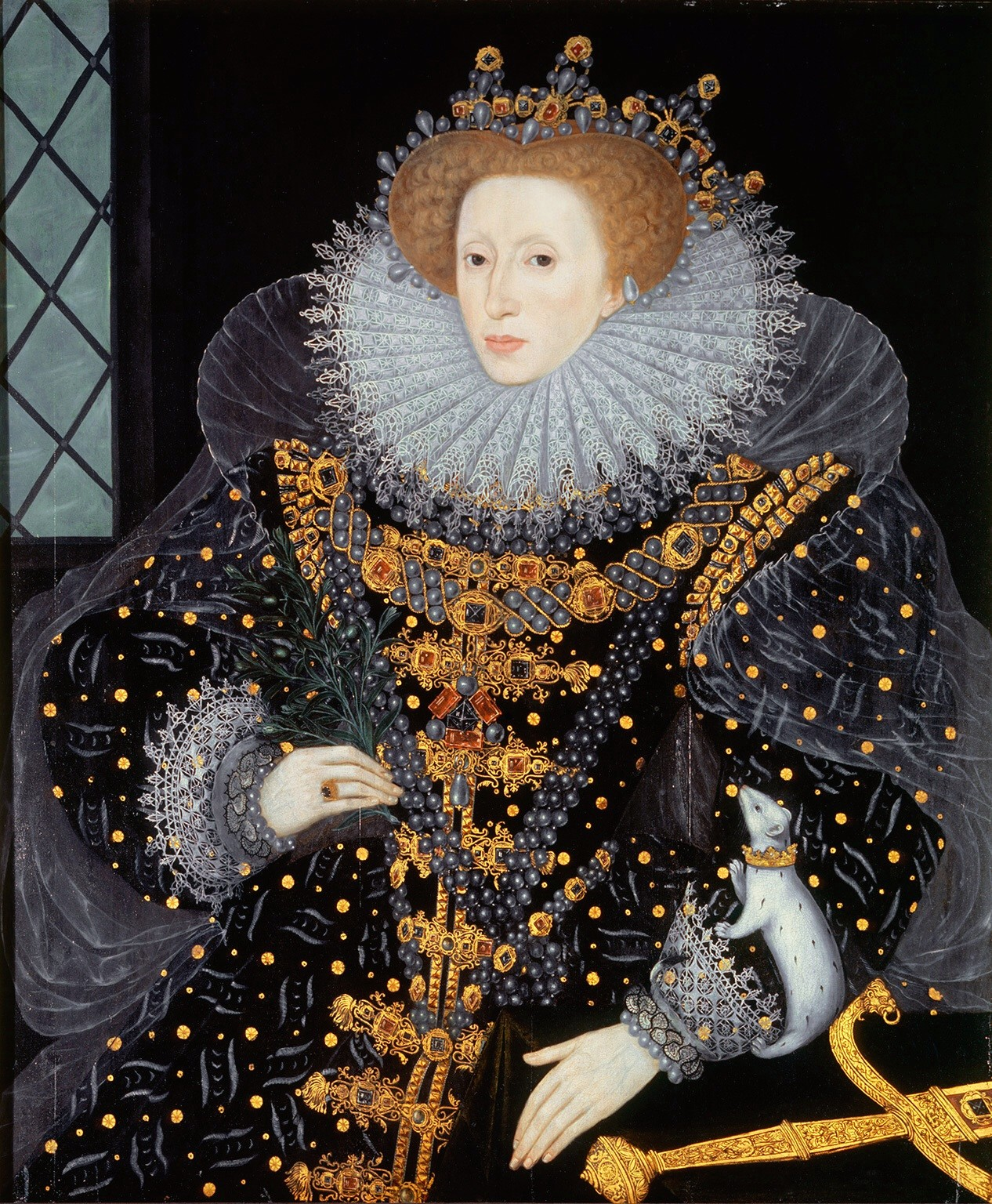
La majorité des œuvres retraçant la vie d’Élisabeth Ire (reine d'Angleterre) font également référence à Marie Stuart et/ou la mettent en scène.

- La Reine d’Écosse d’Antoine de Montchrestien, 1604.
- La Reina di Scotia de Federico Della Valle, 1628.
- Marie Stuart, reine d'Écosse, d'Edme Boursault, 1691
- En 1800, Friedrich von Schiller écrivit une pièce, Marie Stuart, que Germaine de Staël a fort bien résumée dans De l’Allemagne.
- Marie Stuart est une pièce de théâtre française de Pierre-Antoine Lebrun créée en 1820 au Théâtre-Français.
- Isabelle Adjani incarna la reine dans La Dernière Nuit pour Marie Stuart, une pièce de théâtre allemande de Wolfgang Hildesheimer (1971), créée en version française en 2006 au Théâtre Marigny dans une mise en scène de Didier Long.
- Marie Stuart, rose d'Écosse - Ou la conjuration des Lords de Florence Quentin-Herfort , créée par Olivier Bruaux au Théâtre du Nord-Ouest en avril 2016
- L'auteur italien contemporain Dacia Maraini a également écrit une Marie Stuart (1990). Cette pièce met l'accent sur la « guerre des sexes », à travers l'opposition entre Élisabeth et Marie.

### Musique
- Gaetano Donizetti a composé un opéra, Maria Stuarda, créé en 1834 au Teatro San Carlo de Naples d'après la pièce homonyme de Schiller.
- Robert Schumann a composé en 1852 Gedichte der Königin Maria Stuart (Cinq Lieder sur des Poèmes de Marie Stuart), opus 135[53].
- La chanson Fotheringay, du groupe Fairport Convention chantée par Sandy Denny sur l'album What We Did on Our Holidays (1969) fait référence aux derniers jours de Marie Stuart au château de Fotheringhay.
- La chanson To France, chantée par Maggie Reilly sur l'album Discovery de Mike Oldfield (1984), fait référence à la vie de Marie Ire d'Écosse.
- Le symbole du groupe Dream Theater est inspiré du monogramme de Marie Ire d'Écosse.
- Le groupe de métal Français Uncolored Wishes a rendu hommage à la reine avec le titre Marie Stuart, issu de leur premier album World Under Control.
- La chanson Fotheringhay 1587, du chanteur français Hubert-Félix Thiéfaine et publiée sur l'album Géographie du vide (2021), fait référence à la mort de Marie Stuart.

### Littérature
- Honoré de Balzac la met en scène dans Sur Catherine de Médicis (1830 – 1842), en rappelant les liens de parenté des deux reines[54].The Rival Queens (Marie Stuart défiant Elizabeth I d'Angleterre). Lithographie de Currier & Ives (ca. 1857-1871), Metropolitan Museum of Art, New York, USA. Cette scène est imaginaire, en effet les deux souveraines ne se sont jamais rencontrées en personne[55].

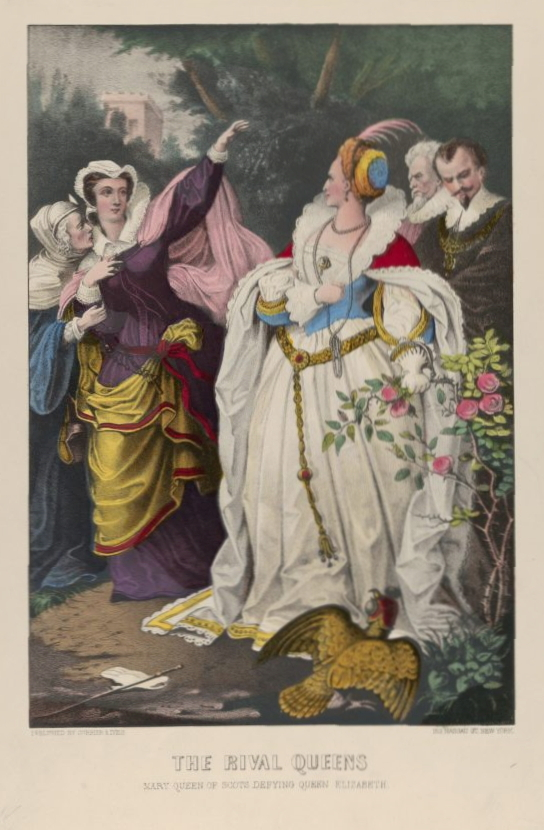
The Rival Queens (Marie Stuart défiant Elizabeth I d'Angleterre). Lithographie de Currier & Ives (ca. 1857-1871), Metropolitan Museum of Art, New York, USA. Cette scène est imaginaire, en effet les deux souveraines ne se sont jamais rencontrées en personne.

- Joseph Brodsky, 20 sonnets à Marie Stuart (20 sonetov k Marii Stuart), 1972. Ce cycle de 20 sonnets est dédié à Marie Stuart, qui rappelle au poète une femme qu'il a aimée. Il a ceci de remarquable que le schéma de rime varie avec chaque sonnet.
- Madame de La Fayette, La Princesse de Clèves, 1678. Marie Stuart, alors dauphine, est l'un des personnages principaux du roman.
- Alexandre Dumas, Les crimes célèbres, Marie Stuart, 1839.
- Jean Plaidy, Marie Stuart, Femme & Reine 1956.
- Danny Saunders, Marie Stuart, la reine captive, 2010. Ce roman historique raconte — de manière plutôt romancée — la vie de la reine des Écossais.  (ISBN 978-2895850748)
- Christian Soleil, La Longue nuit de Marie Stuart, éditions Edilivre, 2015. La dernière nuit précédant l'exécution est l'occasion de faire défiler l'ensemble de son existence.  (ISBN 9782332871176)
- Walter Scott, dans son roman L'Abbé, évoque la période juin 1567 à mai 1568 : la captivité de Marie Stuart à Loch Leven, son évasion, la défaite de Langside, la fuite en Angleterre.
- Marcelle Vioux, Marie Stuart, grand roman historique, Fasquelle, 1946.
- Stefan Zweig, Marie Stuart, 1936. Zweig retrace la vie romanesque de la reine d'Écosse et dépeint les tréfonds de son âme tels qu'il les a lus.
- La Vierge et la putain (2015), de Nicolas Juncker, diptyque en bande dessinée mettant en scène les destins croisés des deux reines Marie Stuart et Élisabeth Tudor.
- Ken Follett, Une colonne de feu 2017, roman d’espionnage qui mêle personnages de fictions et personnages historiques, dont Marie Stuart de sa jeunesse en France jusqu'à son exécution en Angleterre.
- Jodi Taylor, Les chroniques de St Mary, Tome 2 D'écho en échos, 2013, roman de fantasy historique dans lequel un groupe de personnages rencontre Marie Stuart avant son mariage avec Bothwell.

### Cinéma
- En 1894, un film Edison de quelques secondes figure l'exécution de Marie Stuart au moyen du premier trucage de l'histoire du cinéma, grâce à un faux raccord permettant de voir la tête de la reine tomber[56].
- Marie Stuart (Marie Stuart, 1908) d'Albert Capellani, avec Jeanne Delvair pour jouer le rôle principal de Marie ;
- Marie Stuart (Mary Stuart, 1913) de Walter Edwin, avec Mary Fuller dans le rôle de Marie Stuart ;
- Marie Stuart (Mary of Scotland, 1936) de John Ford, avec Katharine Hepburn et Fredric March en vedette ;
- Marie Stuart (Das Herz der Königin, 1940) de Carl Froelich, avec Zarah Leander dans le rôle-titre ;
- Marie Stuart, reine d'Écosse (Mary, Queen of Scots, 1971) de Charles Jarrott, avec Vanessa Redgrave pour personnifier la reine ;
- Elizabeth : L'Âge d'or (Elizabeth: The Golden Age, 2007) de Shekhar Kapur avec Samantha Morton ;
- Mary Queen of Scots (2013) de Thomas Imbach (en), avec Camille Rutherford dans le rôle de Marie ;
- Marie Stuart, reine d'Écosse (Mary Queen of Scots, 2018) de Josie Rourke, avec Saoirse Ronan dans le rôle de Marie.

### Télévision
- 1959 : Marie Stuart, téléfilm de Stellio Lorenzi.
- 1981 : La dernière nuit, téléfilm de Didier Decoin dans lequel Annie Girardot tient le rôle de Marie Stuart.
- 2002 : Gunpowder, Treason & Plot (en), téléfilm avec Clémence Poésy dans le rôle de Marie Stuart.
- 2007 : Secrets d'histoire : Marie Stuart : reine martyre ou manipulatrice ?, documentaire grand public diffusé le 4 novembre 2007 sur France 2 présenté par Stéphane Bern. Avec Michel Duchein, historien, David El Kenz, maître de conférences à l'université de Bourgogne, Hortense Dufour et Didier Long, metteur en scène de La Dernière Nuit pour Marie Stuart[note 13].
- 2013 : Reign, série télévisée américaine : Marie Stuart, reine des Écossais, interprétée par Adelaide Kane.
- 2018 : Secrets d'histoire, Marie Stuart, reine de France et d'Écosse, documentaire diffusé le 30 août 2018 sur France 2 et présenté par Stéphane Bern[57].
- 2022 : Catherine de Médicis, la reine serpent (Titre original : The Serpent Queen) est une série télévisée historique américaine, créée par Justin Haythe et diffusée depuis le 11 septembre 2022 sur Canal+ en France et sur ARTV[58] au Canada. Antonia Clarke joue la rôle de Marie Stuart[59].

### Botanique
- La rose Marie Stuart[60].

### Viticole
- La Maison de Champagne Marie Stuart depuis 1867 à Reims[61],[62].